# Автобусы МАЗ

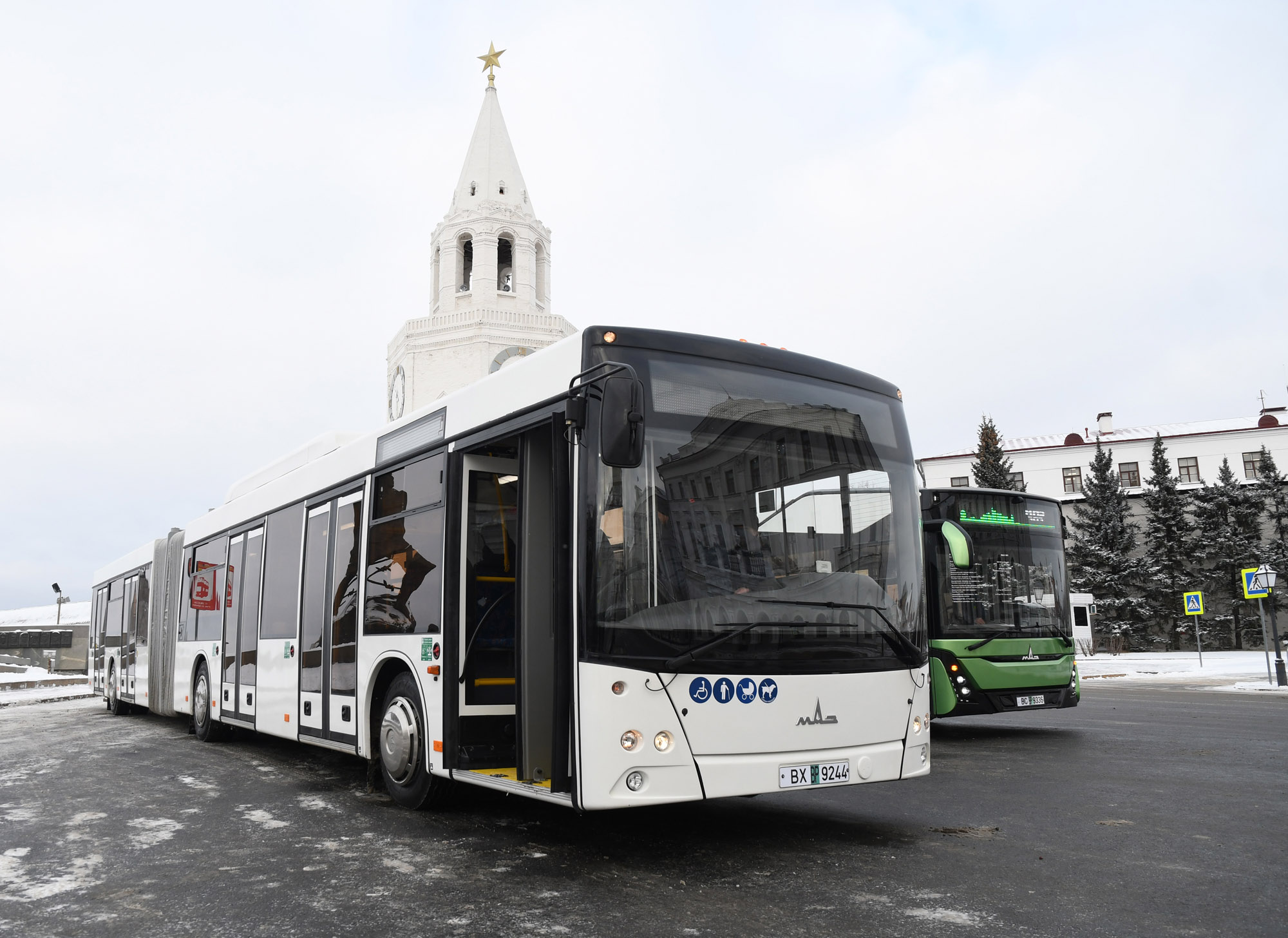
Автобусы МАЗ-215 (на переднем плане) и МАЗ-303 в Казани на презентации перед началом тестовой эксплуатации, 2019 год

Автобусы МАЗ — автобусы, производимые в филиале АМАЗ Минского автомобильного завода. Производство было организовано 15 июня 1992 года. Первую модель автобуса (МАЗ-101) выпустили по лицензии немецкой фирмы Neoplan, однако, в дальнейшем от сотрудничества с ней было решено отказаться и все последующие модели автобусов разрабатывали в собственном конструкторском бюро предприятия.

## Городские автобусы

### Первое поколение
- МАЗ-101 — городской низкопольный автобус, вмещающий 100 человек. На нём использовали двигатели Минского моторного завода, Ярославского завода «Автодизель» и французской фирмы Renault. Особенность модели — шахтное расположение двигателя в задней части салона, его максимально унифицировали со своим прототипом — немецким городским автобусом Neoplan-4014. Выпускался с 1992 по 1996 годы.
- МАЗ-102 — экспериментальная модель. Была выпущена в единственном экземпляре. Оснащён 6-цилиндровым рядным двигателем ММЗ Д260.5 мощностью 230 л. с. В серию не был запущен, вместо него начался выпуск МАЗ-104.
- МАЗ-103 — удешевлённый и упрощённый вариант МАЗ-101, самый успешный автобус предприятия МАЗ. Выпускался с 1996 по 2022 годы. Внешне мало отличается от своего предшественника. Большое количество деталей и узлов этого автобуса производят на территории Белоруссии и стран СНГ, что позволяет снизить стоимость машины. Для расширения вариантов комплектации и повышения конкурентоспособности автобусы МАЗ-103 наряду с дизелем ММЗ Д-260.5 предлагались с двигателями Renault MIDR, Mercedes-Benz OM906LA и Deutz BF6M1013EC. Основные модификации МАЗ-103:
  - 103.000 — удешевлённая модификация МАЗ-103. Выпускался с 1997 по 1998 год.
  - 103.002 — более усовершенствованный МАЗ-103, характеризуется наличием электронного табло. Выпускался с 1997 по 2003 год.
  - 103.041 — вариант МАЗ-103 с механической коробкой передач и двигателем Renault MIDR. Выпускался с 1998 по 2004 год.
  - 103.060 — выпускался с 2000 по 2007 годы, отличительной особенностью является приточная вентиляция над водительским местом в кузове (до 2006 года). Оснащался автоматической коробкой передач Voith и двигателем Mercedes-Benz OM906LA.
  - 103.065 — выпускался с 2003 по 2008 год. Главная отличительная особенность от всех предыдущих — с левой стороны над двигателем технический отсек один, а не два, как было ранее. Имеется приточная вентиляция над водительским местом в кузове (до 2006 года). Устанавливался двигатель Mercedes-Benz OM906LA экологического класса Евро-3.
  - 103.075 — выпускался с 2002 по 2007 год под кодовым названием Арктика. Предназначен для работы в холодном климате.
  - 103.4** — рестайлинг, выпускался с 2008 по 2022 год. Изменены передок и зад кузова. Изменена оптика, применялась светотехника компании Hella.
  - 103.485 и .486 — рестайлинг, устанавливалась шестиступенчатая АКПП Allison.
  - МАЗ-103C — пригородная версия МАЗ-103 с двумя дверями и увеличенным количеством посадочных мест в салоне.
  - МАЗ-103.5** — пригородная версия рестайлингового МАЗ-103.
  - МАЗ-103Н65 — полностью низкопольный автобус. Выпущен в 2004 году в единственном экземпляре.
- МАЗ-104 — в 1996 году был освоен выпуск модели городского автобуса, у которого уровень пола на 70 мм выше, чем у МАЗ-103, о чём свидетельствуют две небольшие ступеньки в боковых дверях. Автобус был предназначен для эксплуатации на дорогах с ухудшенным покрытием. Устанавливались агрегаты ЯМЗ-236 (180 л. с.) и ММЗ Д-260.5 (230 л. с.), соответствующие нормам Евро-1, Евро-2. Производство окончено в 2007 году. Также существует МАЗ-104C — пригородная версия МАЗ-104 с двумя дверями и изменённой планировкой салона.
- МАЗ-105 — 160-местный сочленённый городской автобус производившийся с 1998 по 2017 год. Устанавливались силовые установки Mercedes-Benz, Renault, ММЗ. Особенностью автобуса являлась тянущая схема привода, с ведущей средней осью. Коробка передач механическая 6-ступенчатая или автоматическая 3-ступенчатая производства Voith, подвеска зависимая пневматическая, тормозная система оборудована АБС. Массовый выпуск завершён в 2014 году, последние 6 экземпляров были дособраны из оставшихся каркасов осенью 2017 года.
  - МАЗ-105.465 — рестайлинговая модификация автобуса с изменённым передком и задом кузова и использованием светотехники компании Hella.
- МАЗ-106 — экспериментальная модель, выпущен в трёх экземплярах.
- МАЗ-107 — в 2001 году представители МАЗа представили 3-осный 15-метровый городской автобус МАЗ-107 с задней подруливающей осью и односкатной ошиновкой. Рассчитан на перевозку 148 пассажиров, 25-31 из которых могут расположиться на сиденьях.

Фотографии городских автобусов МАЗ первого поколения
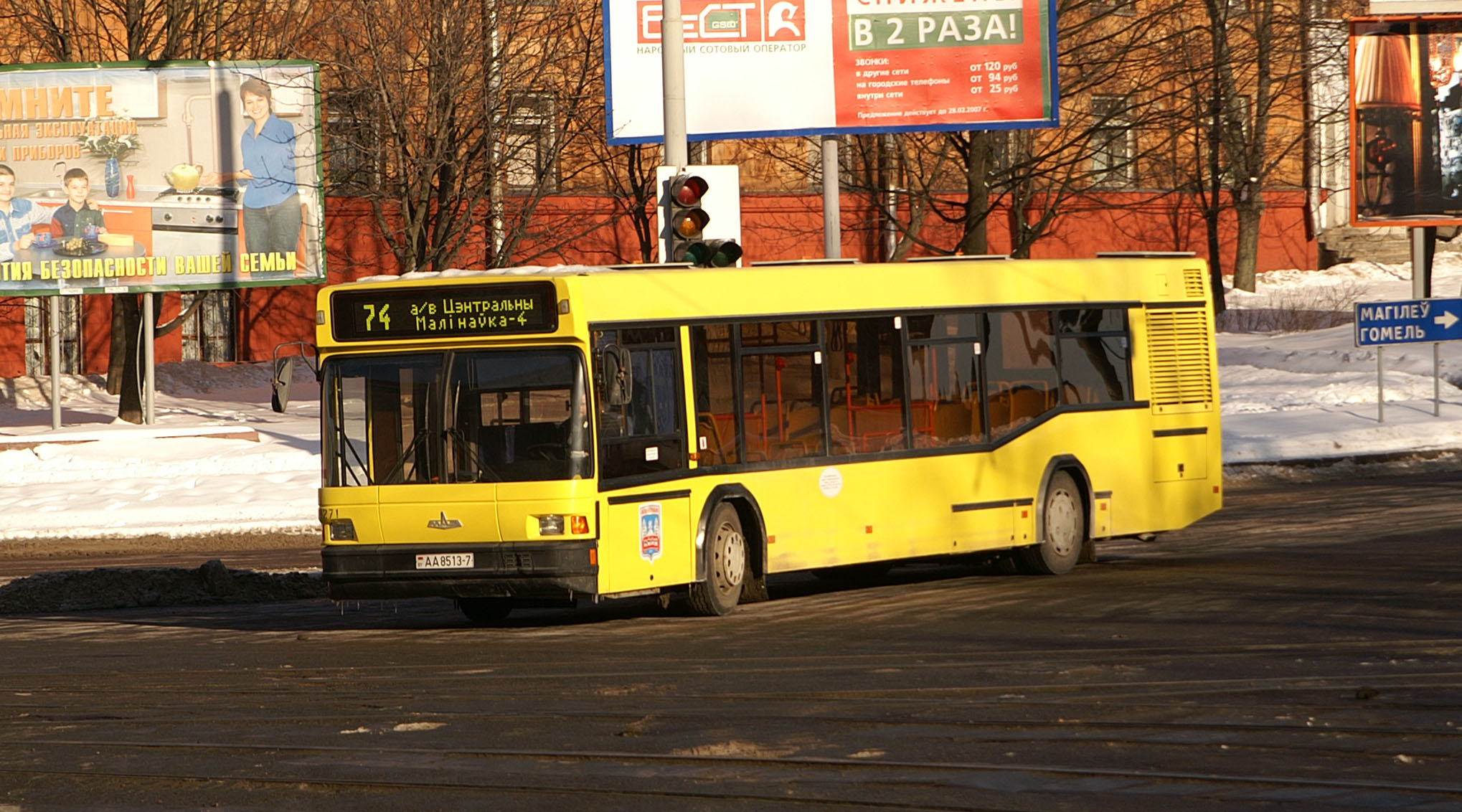
Минский автобус МАЗ-103
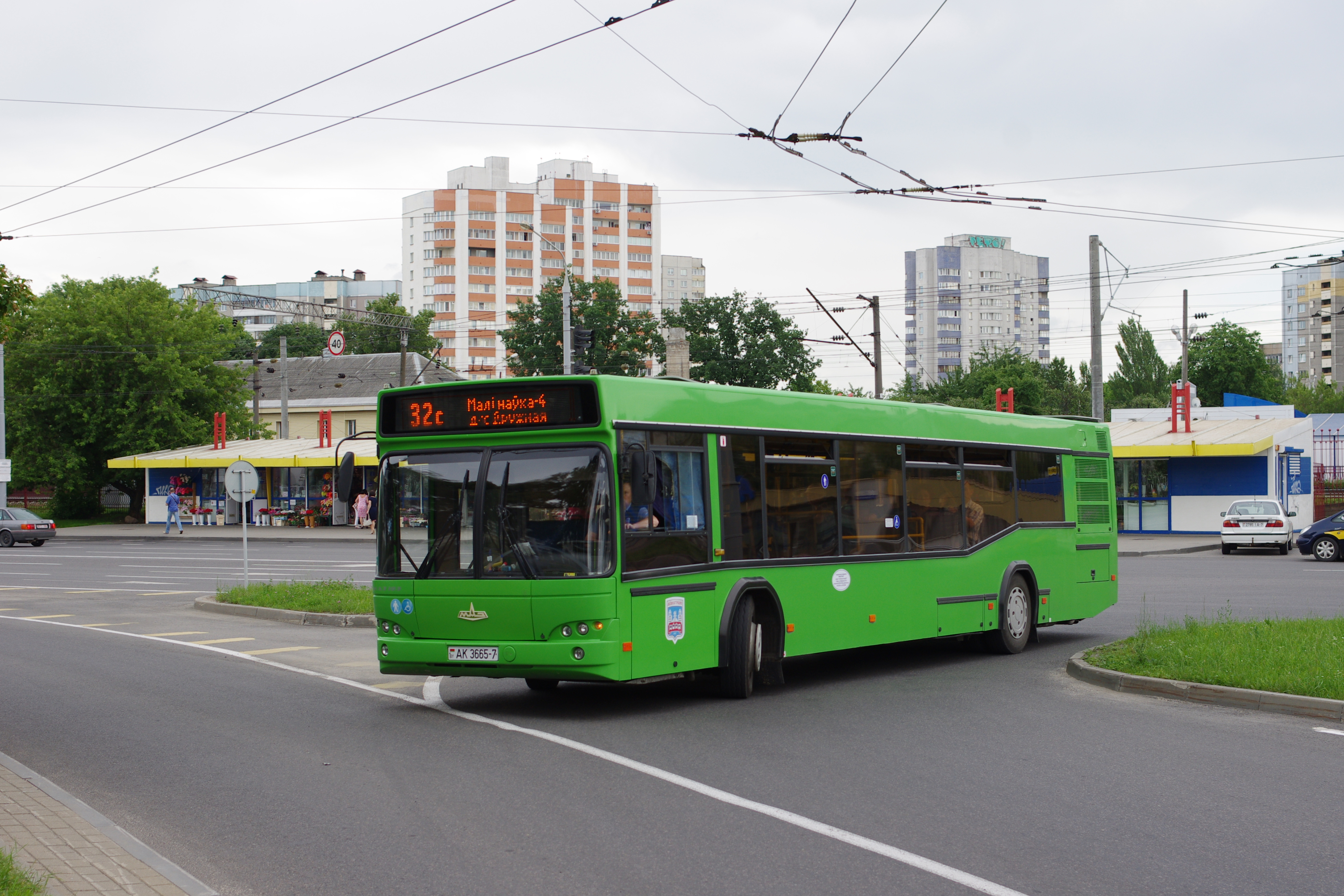
Минский автобус МАЗ-103 (рестайлинг)
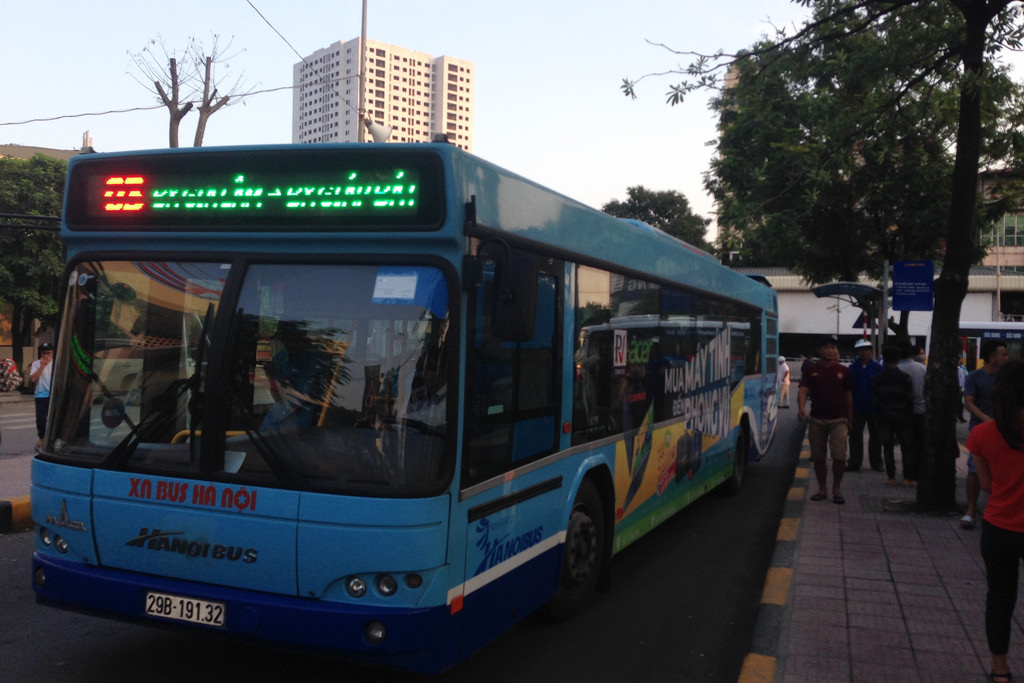
SAMCO City M76 BXME (МАЗ-103)  в Ханое, Вьетнам
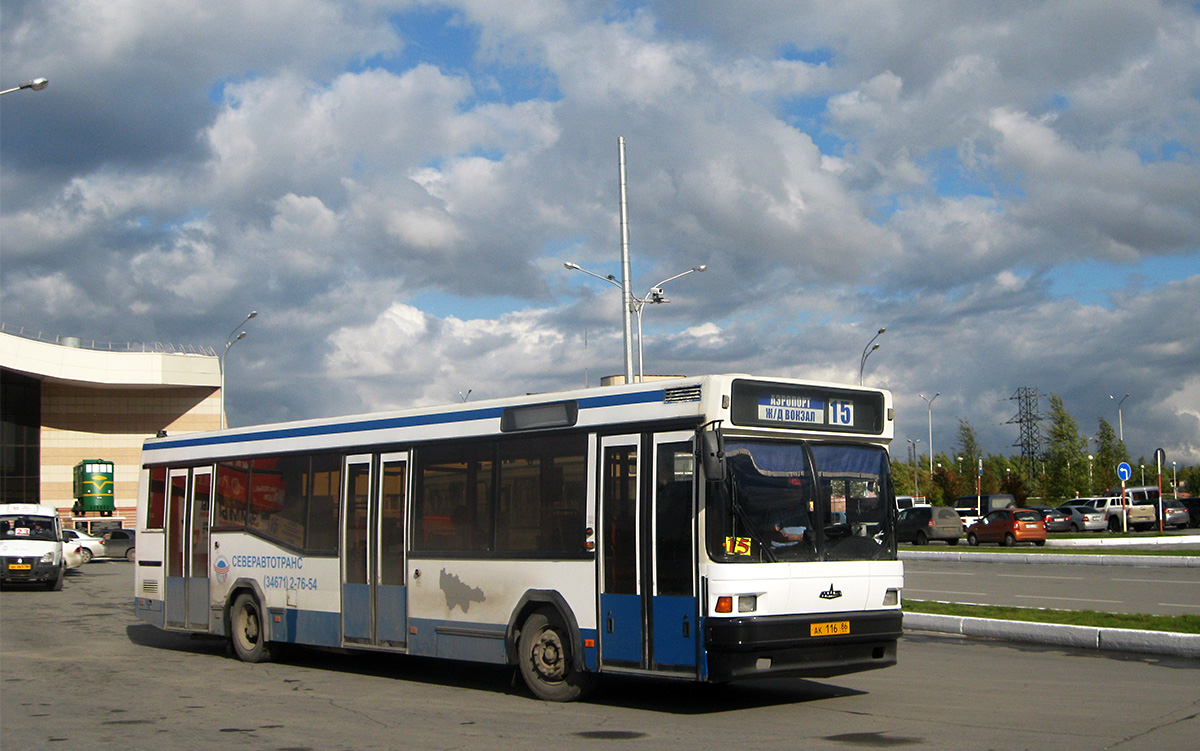
МАЗ-104 в Нижневартовске
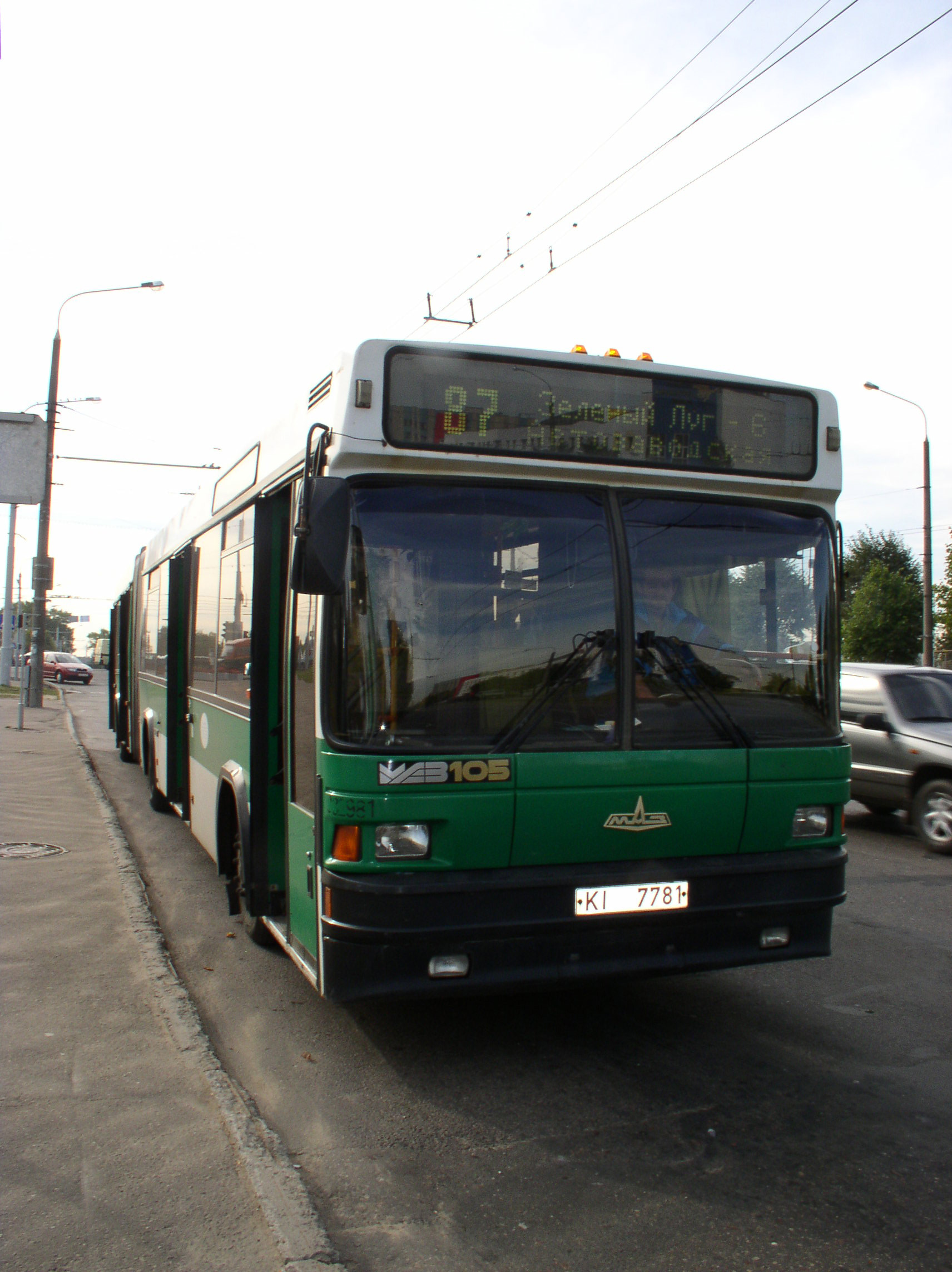
Сочленённый автобус МАЗ-105 в Минске, маршрут № 87
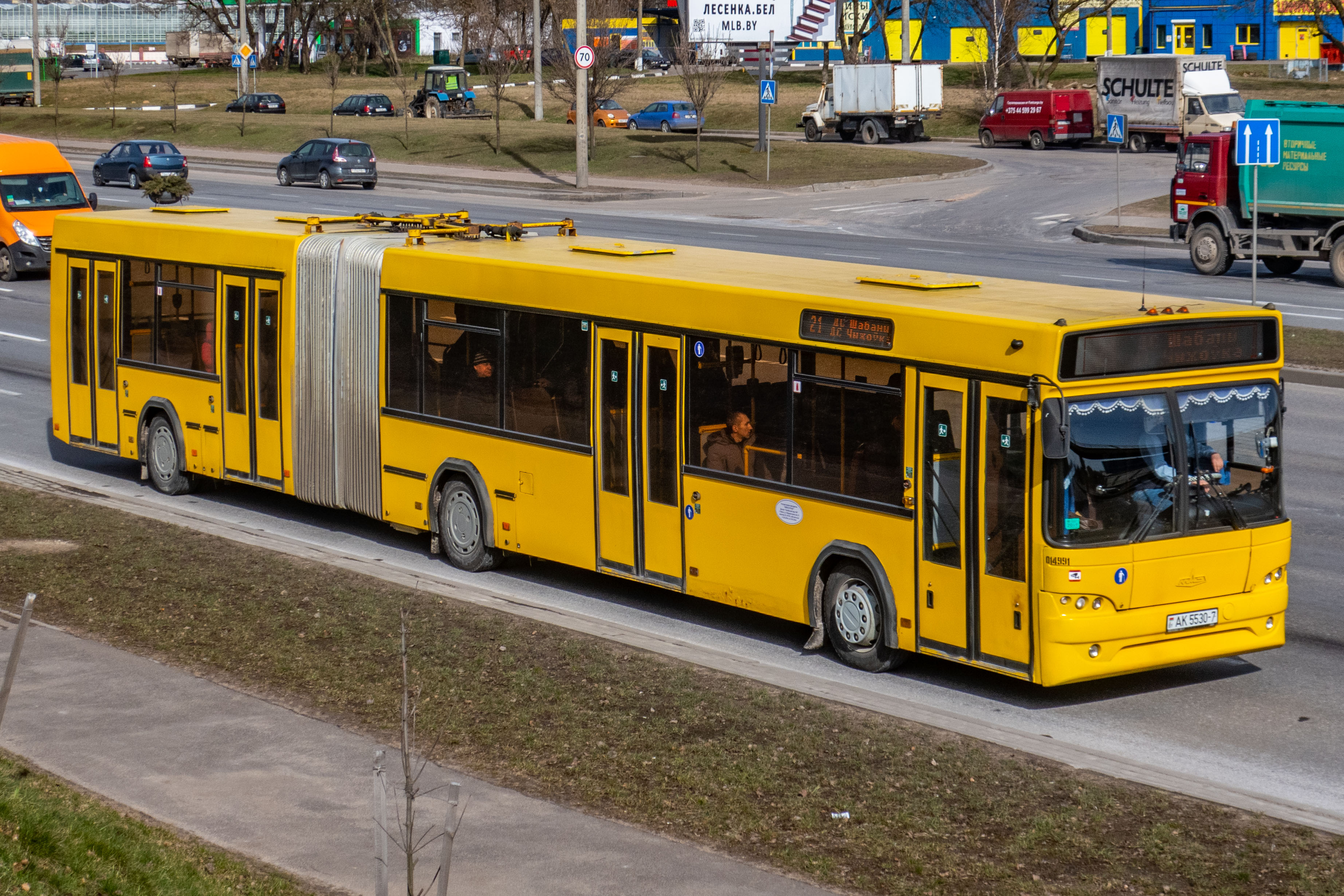
Сочленённый автобус МАЗ-105 (рестайлинг) в Минске
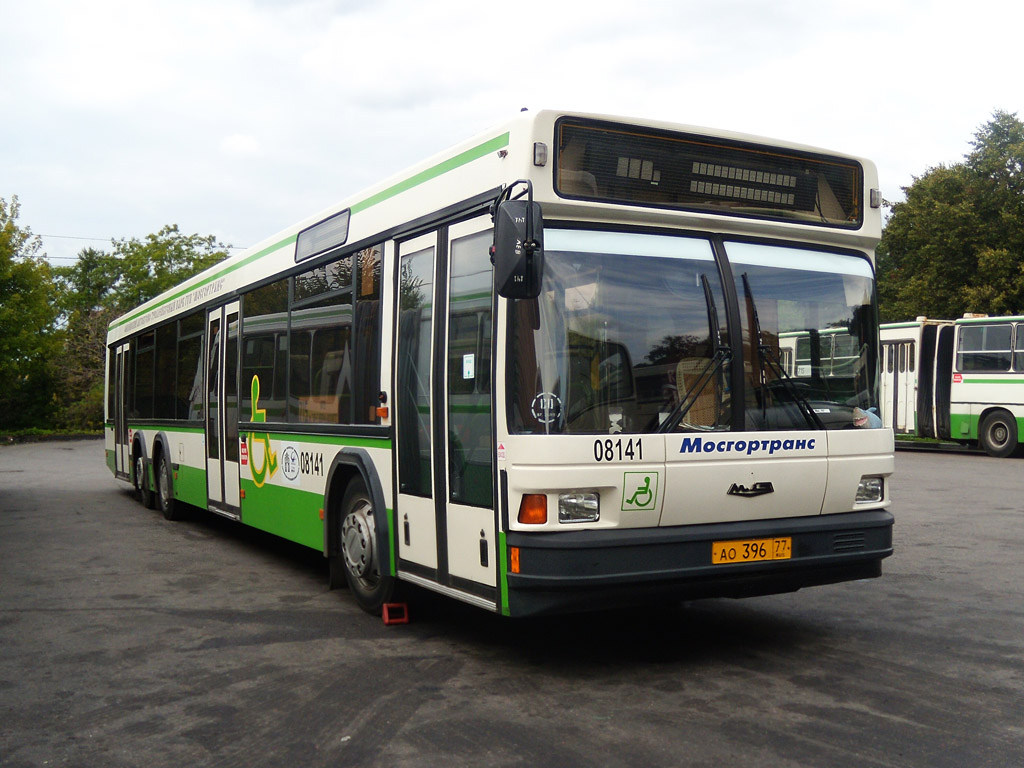
Московский автобус МАЗ-107
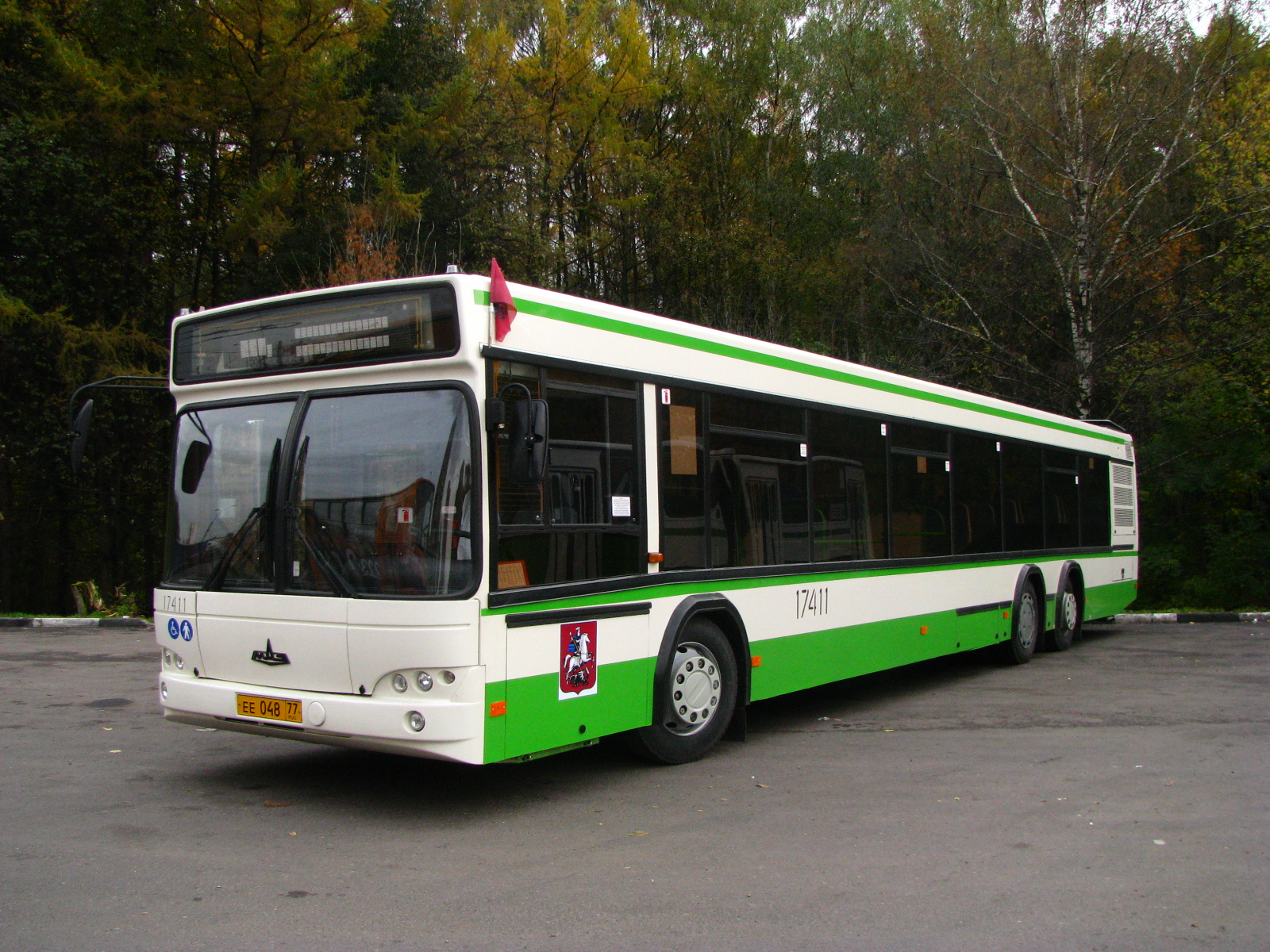
Московский автобус МАЗ-107 (рестайлинг)
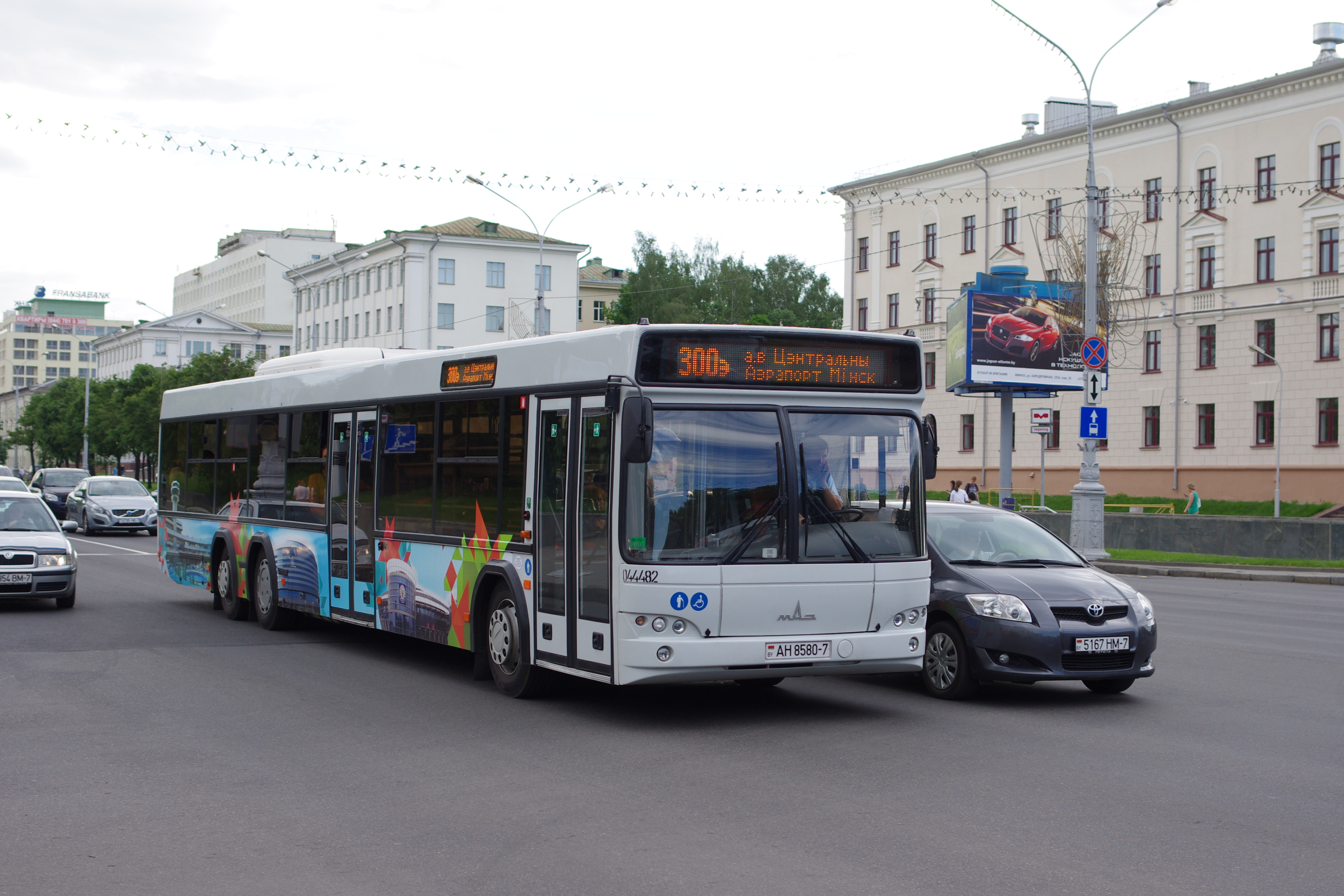
МАЗ-107.569  (специальная двухдверная модификация) в Минске. Данная версия значительно отличалась от остальных автобусов МАЗ-107 планировкой (36 мест, кресла с высокой спинкой, стеллаж для багажа), имеется кондиционер

### Второе поколение
- МАЗ-203 — низкопольный городской автобус второго поколения.
  - МАЗ-203.С** — в отличие от МАЗ-103С, МАЗ-203С.**, являются пригородными автобусами работающие на газовом топливе.
  - МАЗ-203.1** — пригородный автобус на базе МАЗ-203 с использованием дизельного топлива.
- МАЗ-205 — низкопольный сочленённый автобус.
- МАЗ-206 — полунизкопольный городской автобус среднего класса. Представлен в 2006 году.
  - МАЗ-208, также SAMCO City M60 BXMS (МАЗ-208) — версия МАЗ-206 для Вьетнама. Отличается шириной кузова (не более 2,5 м, меньше, чем оригинальная модель)[3].
- МАЗ-210 — полунизкопольный городской автобус среднего класса. Дизельная версия с индексом .047 представлена в мае 2023 года[4], газовая (на КПГ, с индексом .948) — в ноябре 2023 года[5].
- МАЗ-215 — низкопольный сочленённый автобус (выпускался, в основном, с пятью дверями). Существует также и четырёхдверная модификация автобуса МАЗ-215.169.
- МАЗ-216 — низкопольный сочленённый автобус с двигателем в прицепе («толкающий» привод)[6].

Фотографии городских автобусов МАЗ второго поколения
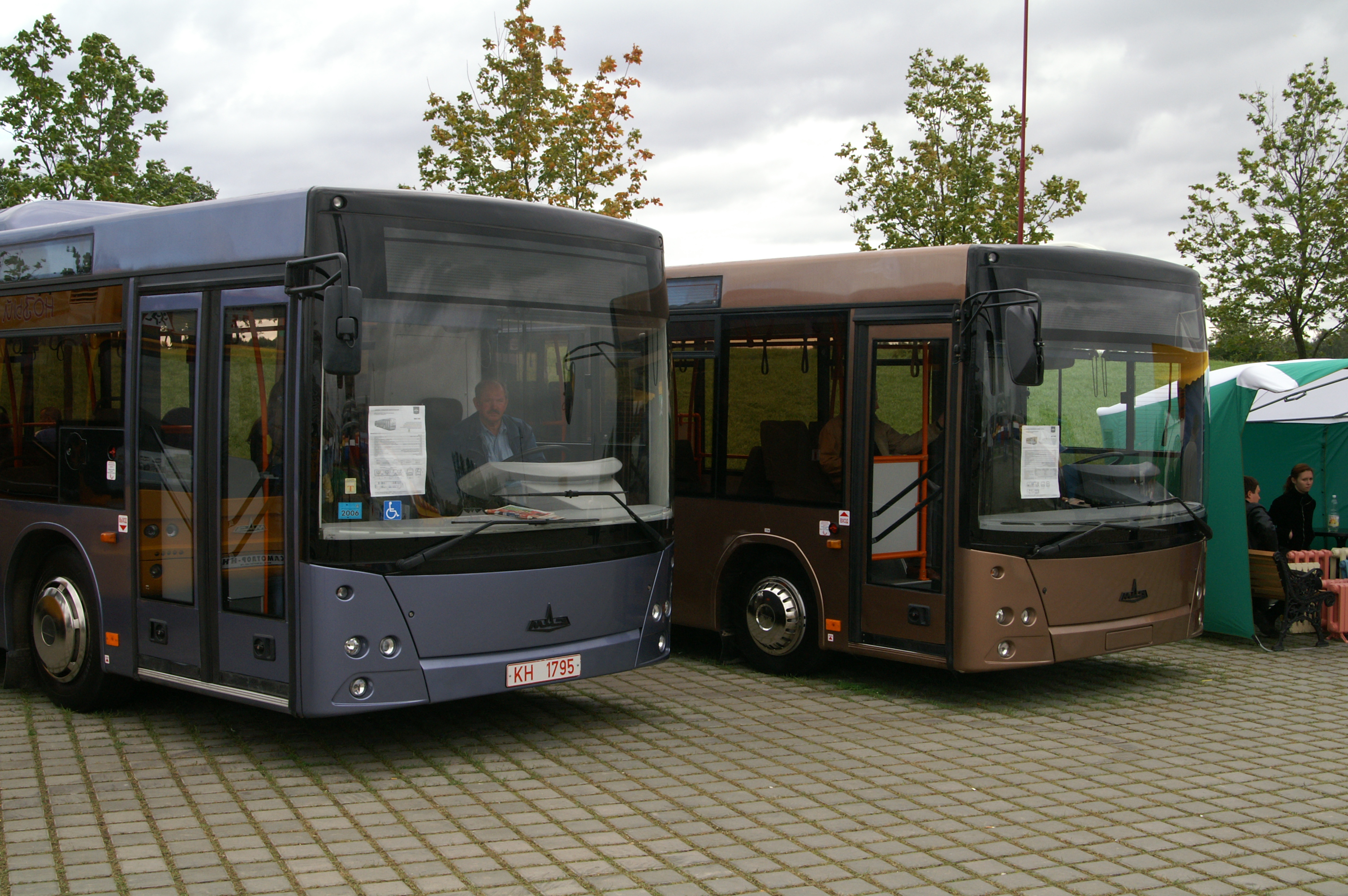
Автобусы МАЗ-203  и МАЗ-206
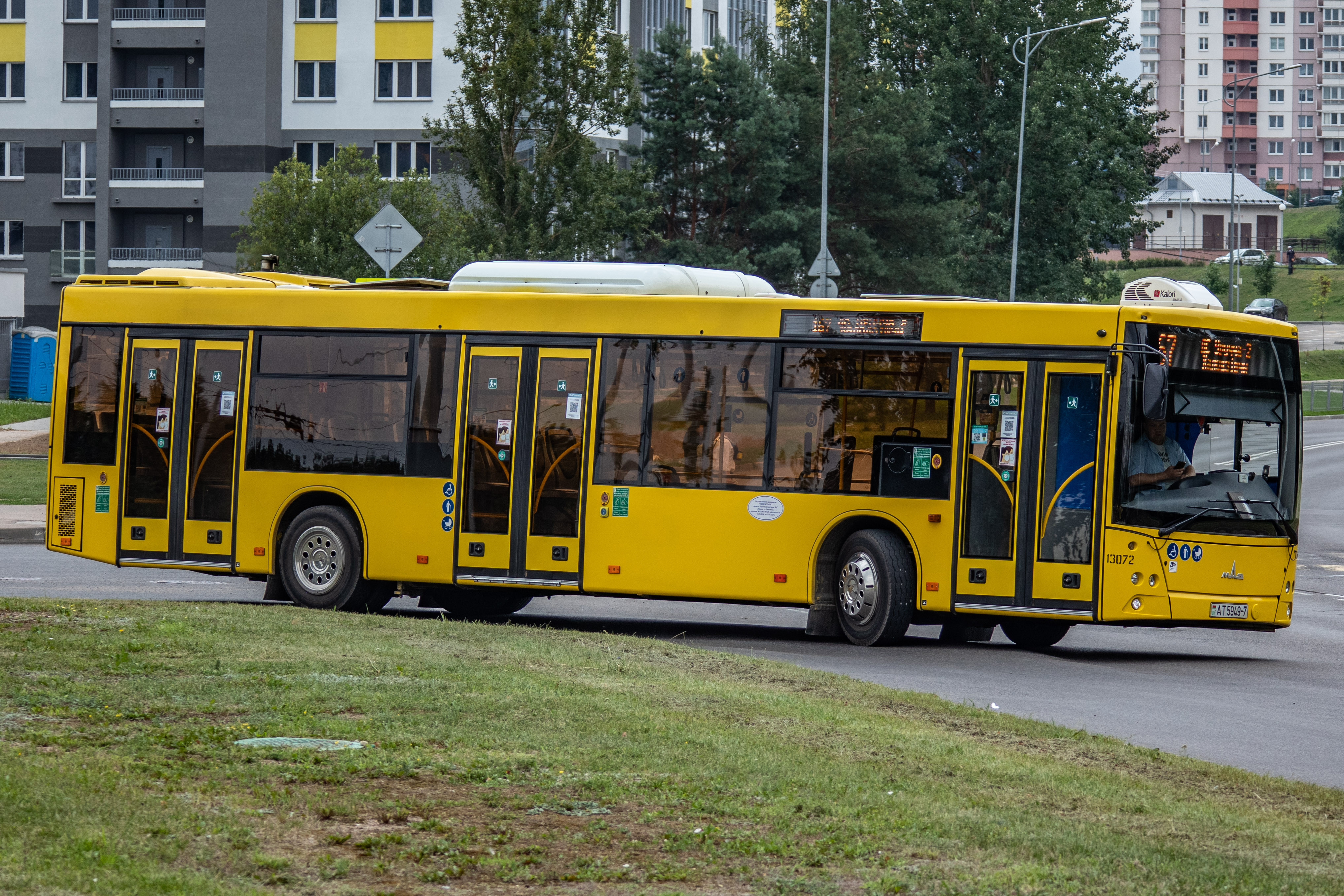
МАЗ-203  с кондиционерами для водителя и пассажиров, а также кнопками открытия дверей, в Минске
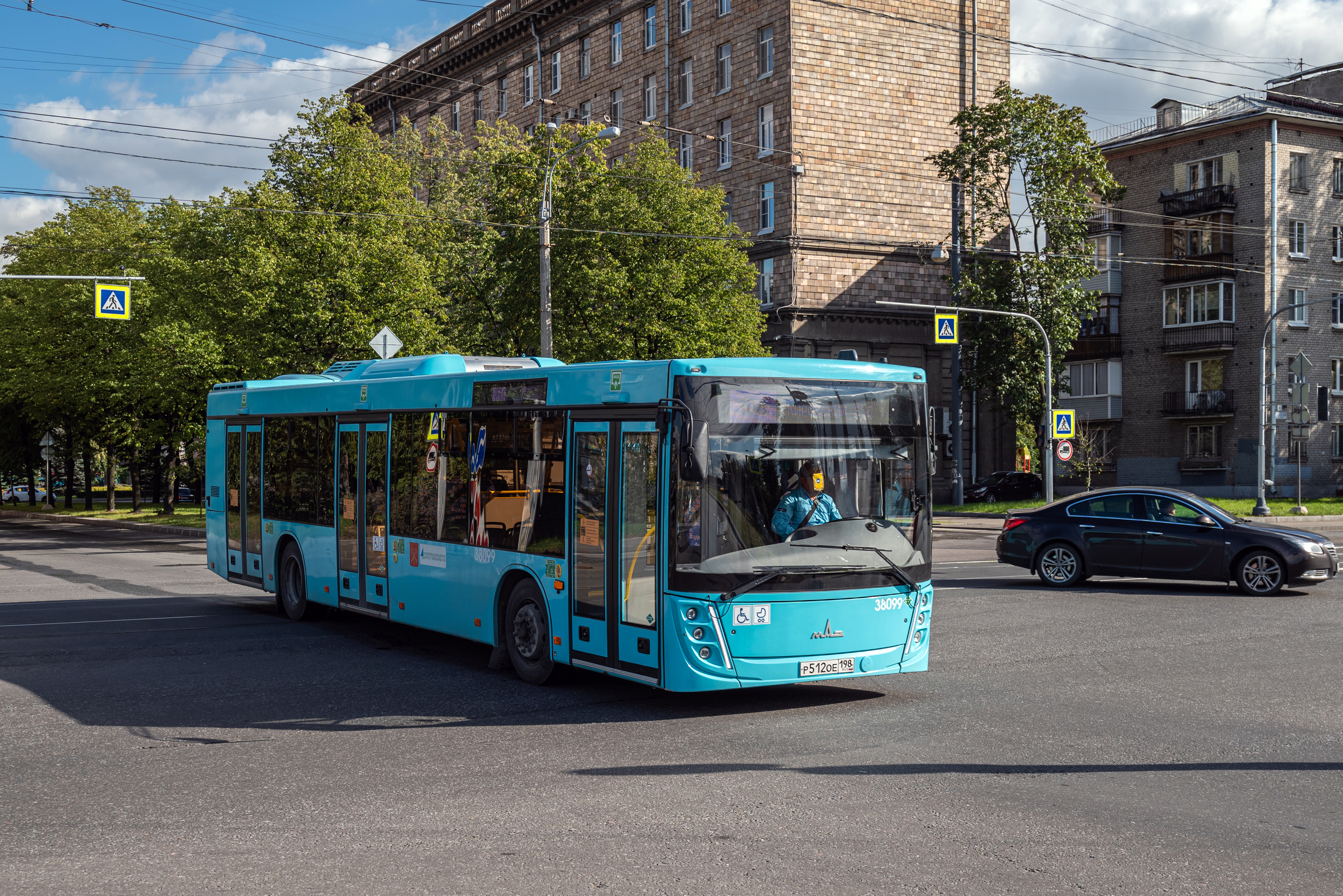
МАЗ-203.945 СПГ  с новой передней маской в Санкт-Петербурге
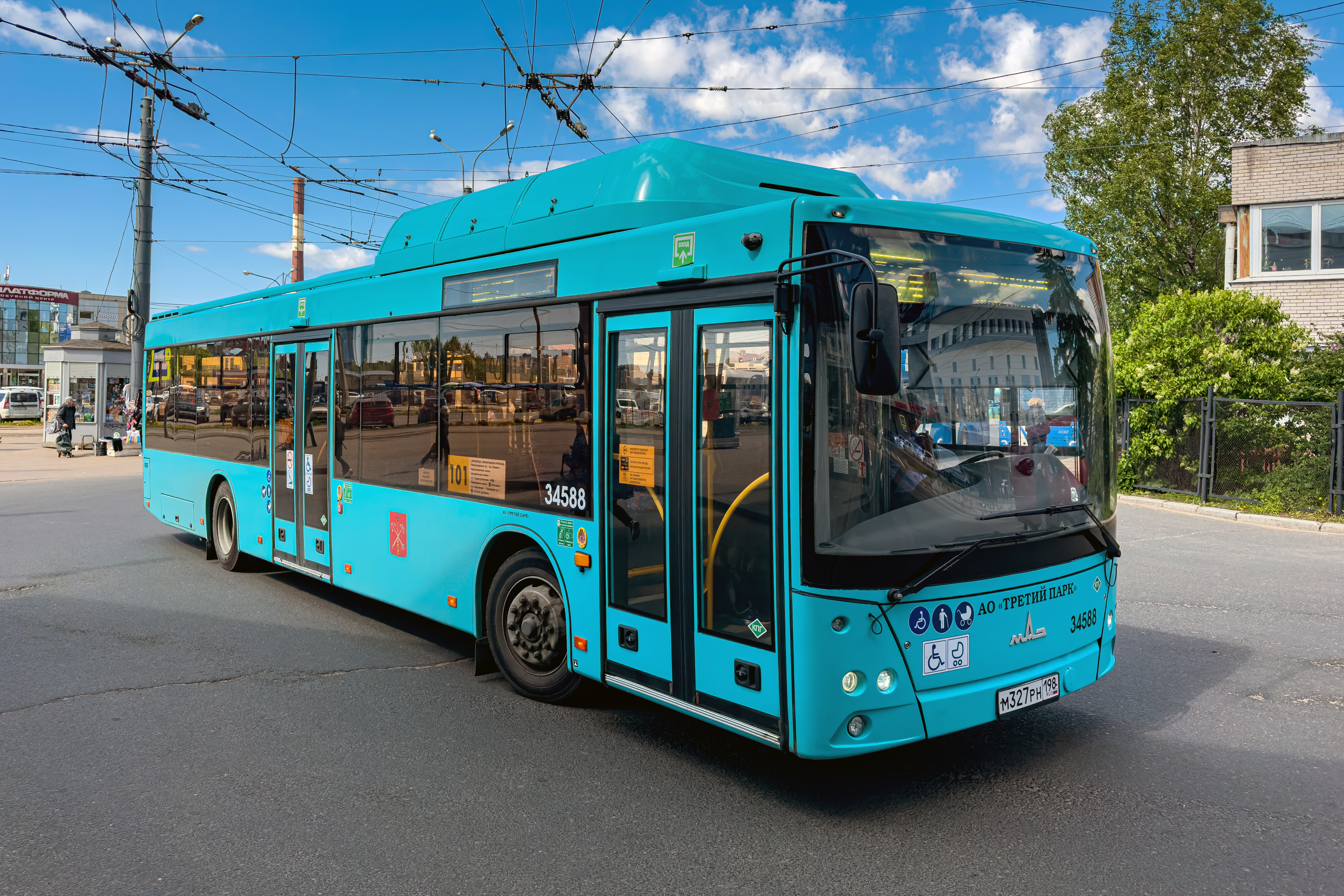
МАЗ-203.C46 КПГ  в Санкт-Петербурге
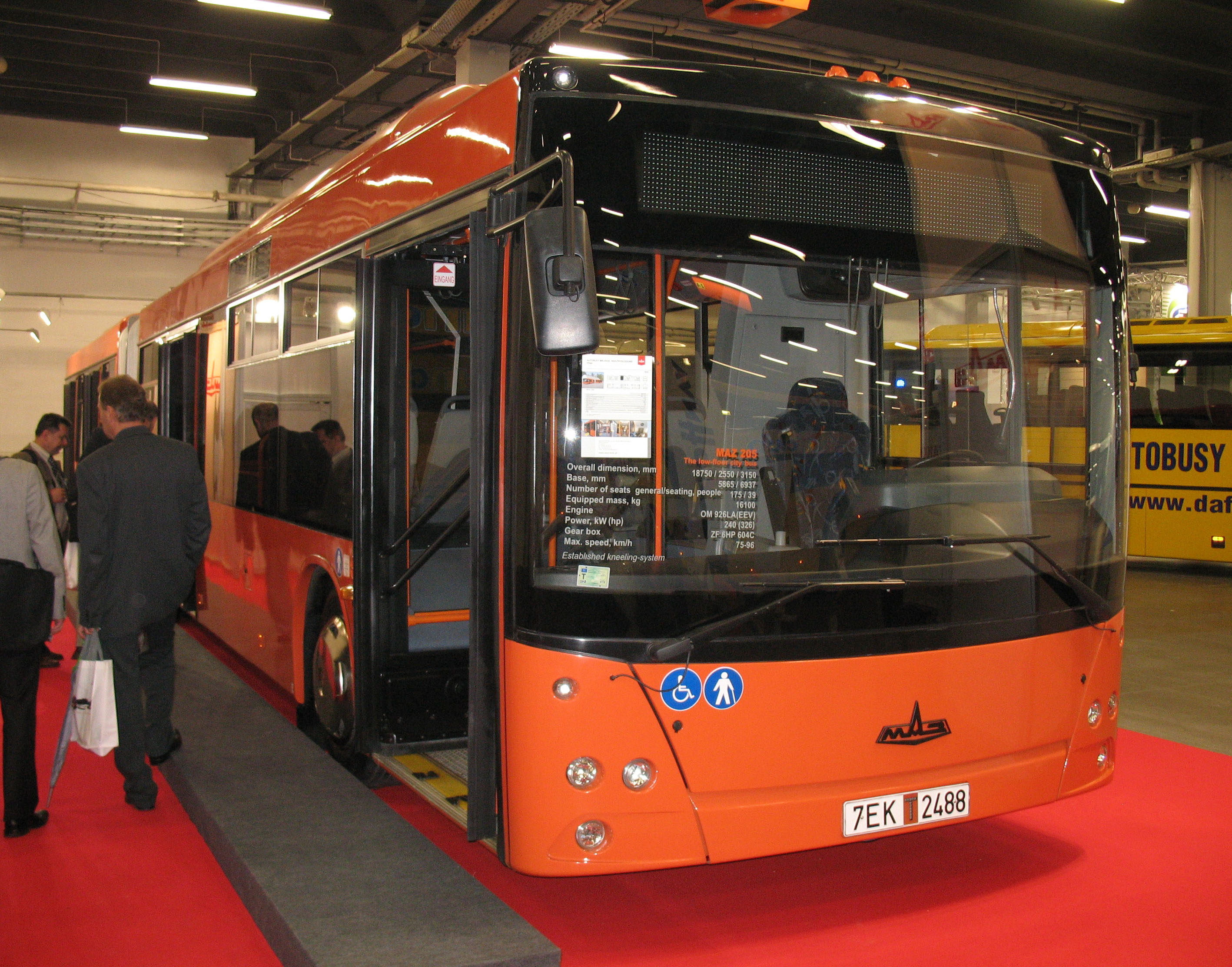
МАЗ-205
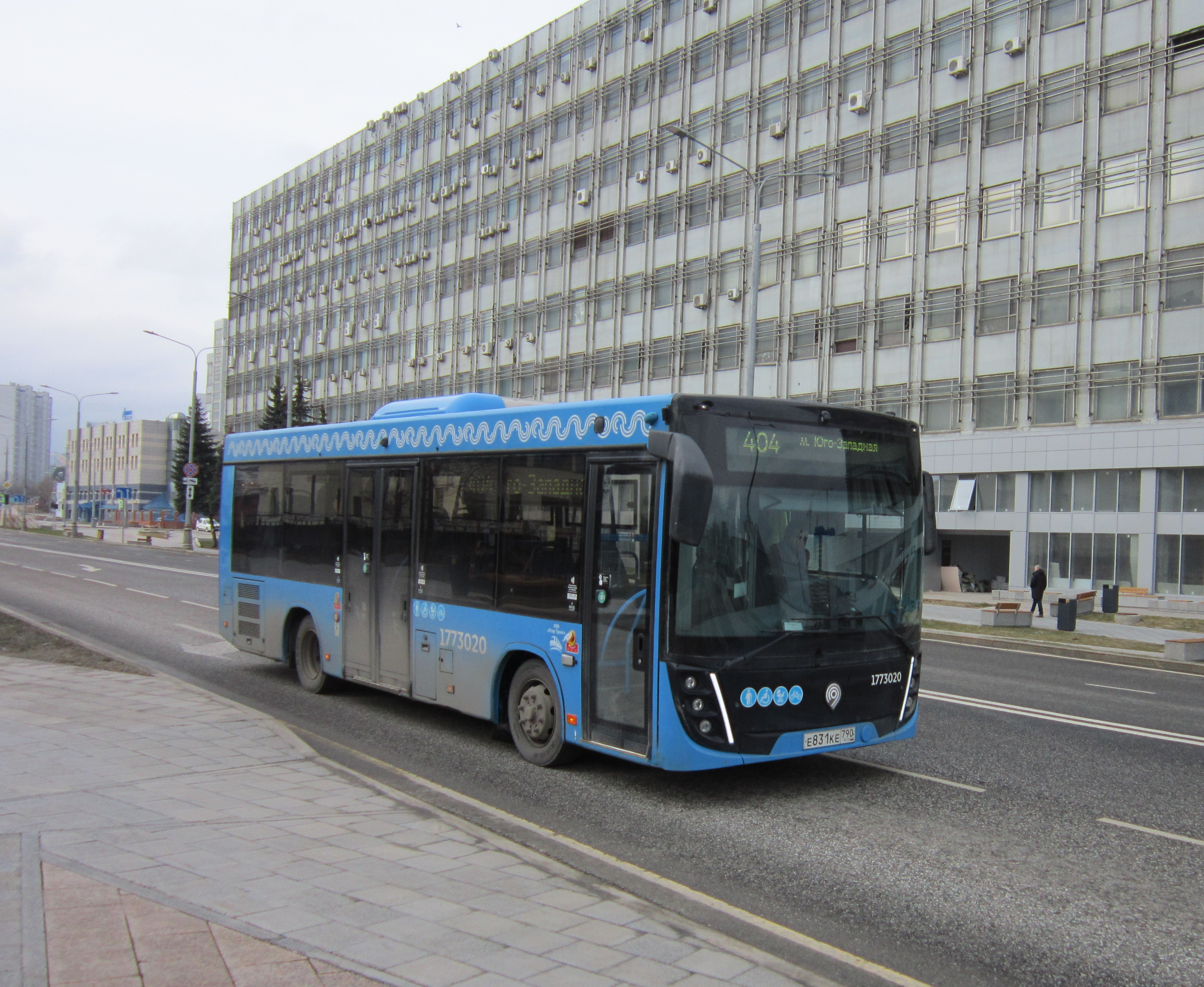
МАЗ-206.486  с новой передней маской в Москве
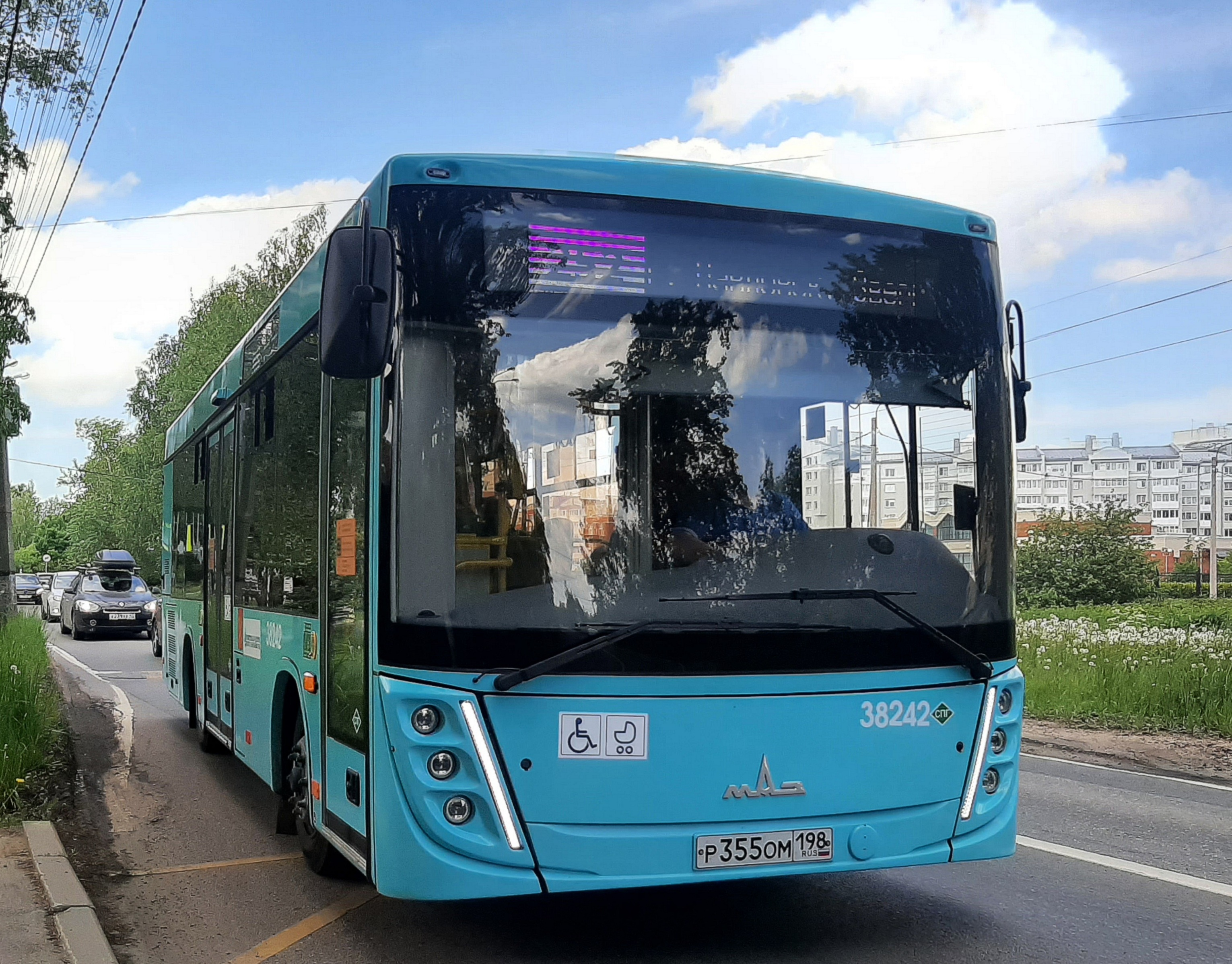
МАЗ-206 СПГ  с новой передней маской в Санкт-Петербурге
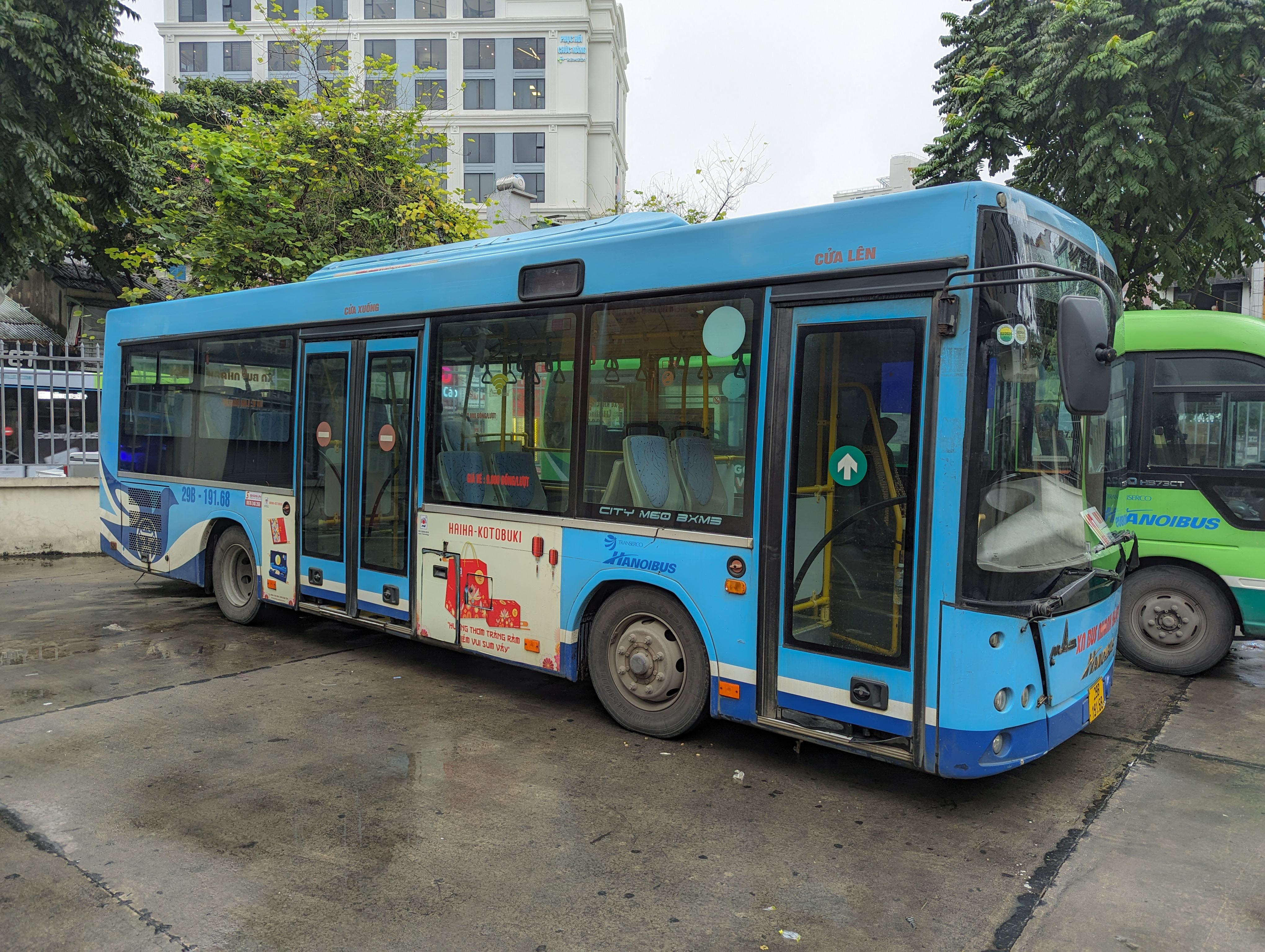
SAMCO City M60 BXMS (МАЗ-208)  в Ханое, Вьетнам
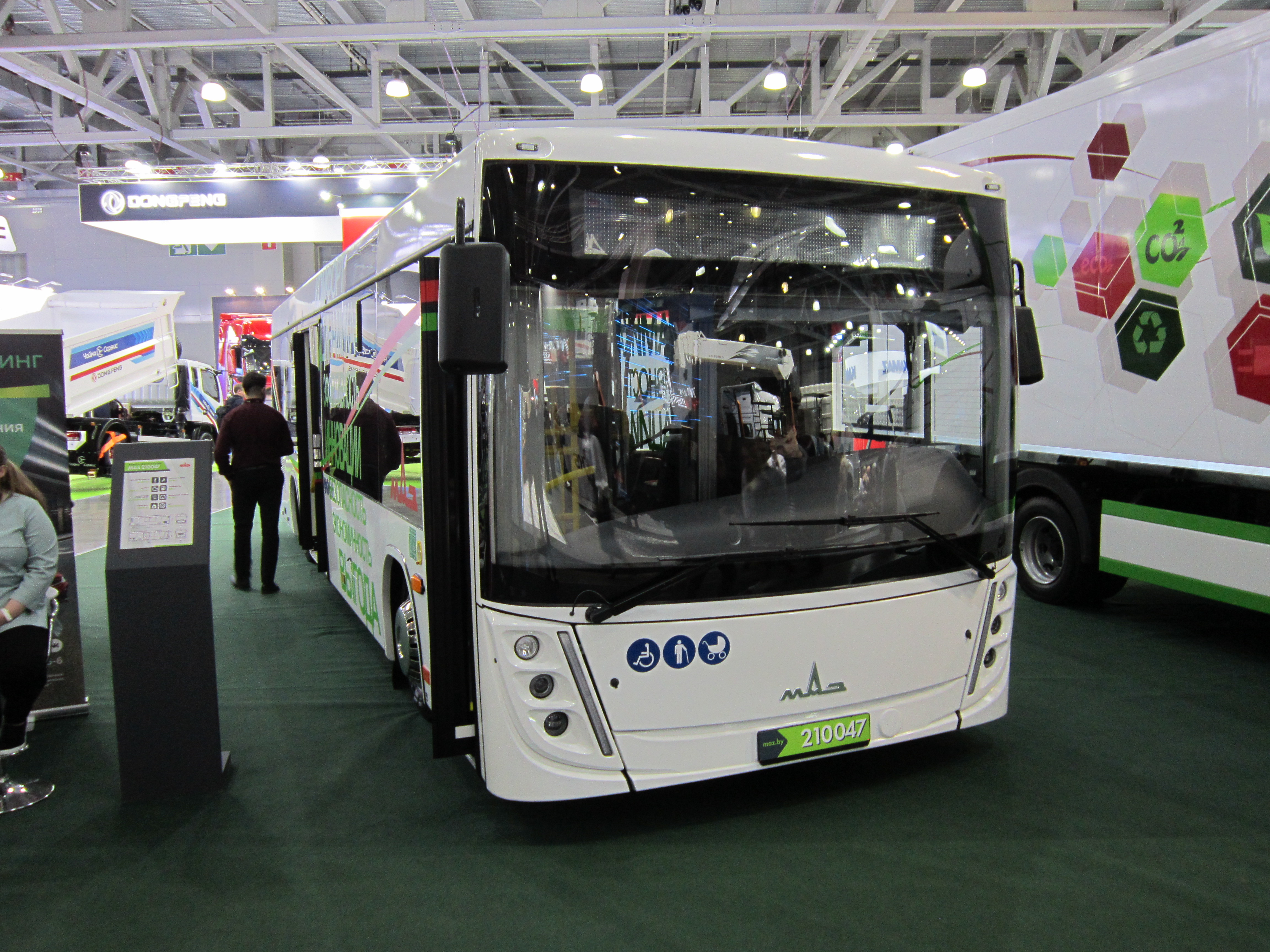
МАЗ-210
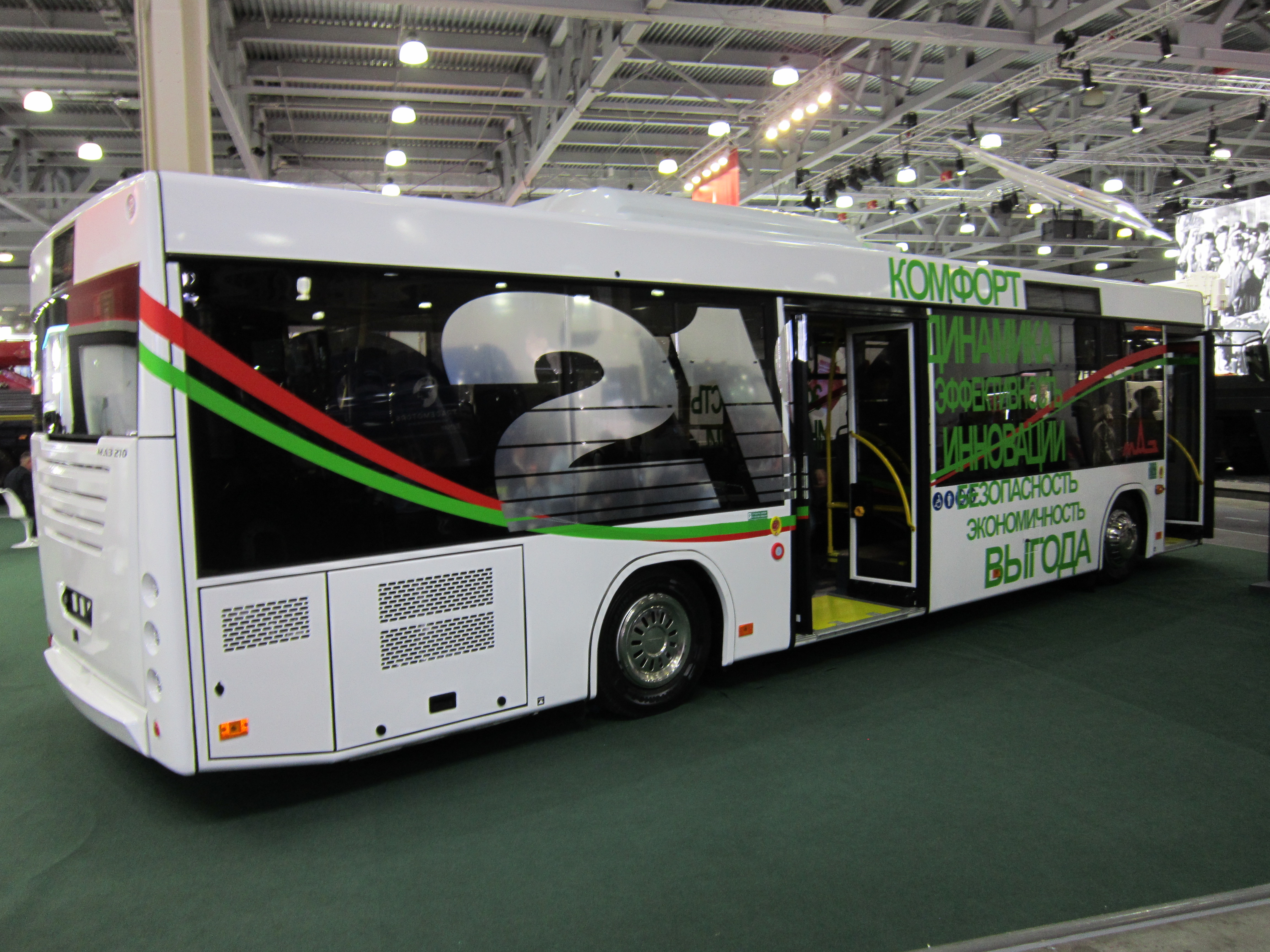
МАЗ-210 , вид сбоку
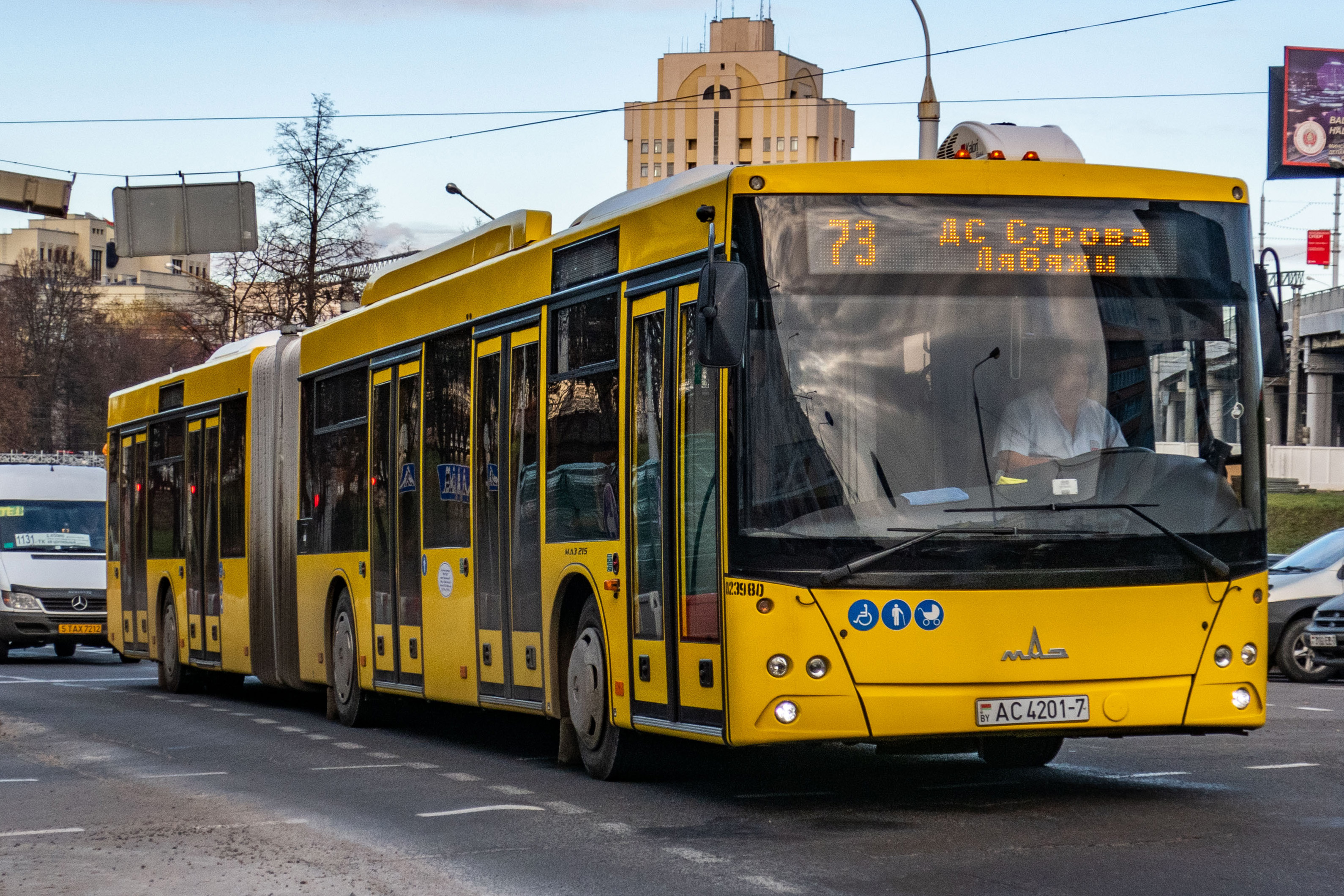
МАЗ-215  в Минске, маршрут № 73
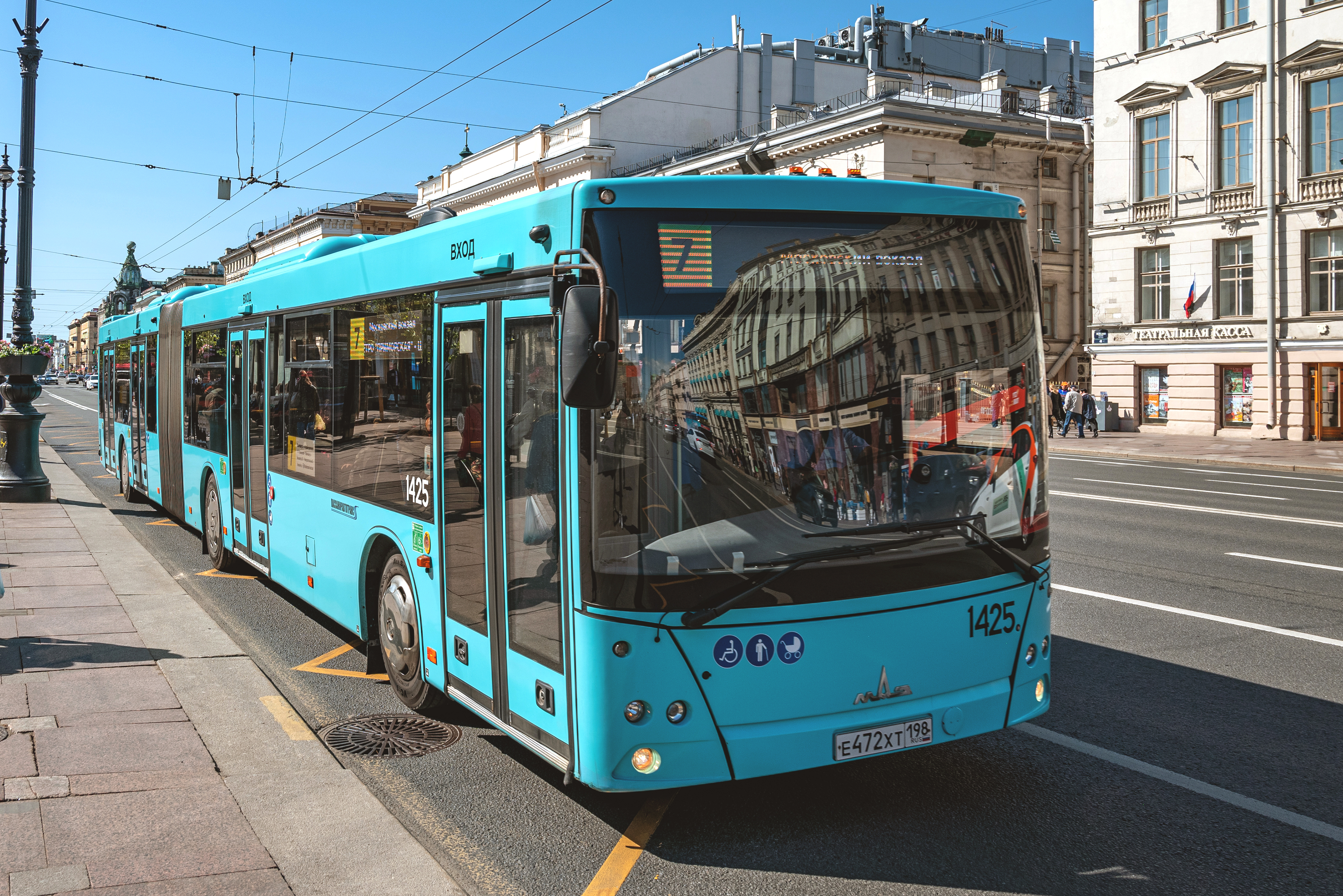
МАЗ-216.066  в Санкт-Петербурге

### Третье поколение
- МАЗ-303 — низкопольный городской автобус третьего поколения.
  - МАЗ-303Е — электробус, разработанный на базе автобуса МАЗ-303. Представлен модификациями МАЗ-303.Е10 (5 единиц в Минске и по 1-й единице в каждом областном центре Беларуси). Модификация .Е20 представлена как выставочный экземпляр на площадке завода.
  - МАЗ-303.1** — низкопольный пригородно-междугородный автобус большого класса на базе МАЗ-303.0** с дополнительными местами для сиденья вместо третьей двери.
- МАЗ-305 — перспективный низкопольный городской сочленённый автобус особо большого класса третьего поколения.
- МАЗ-306 / МАЗ-310 — перспективный низкопольный автобус среднего класса третьего поколения. В официальной брошюре завода упомянут как модель 306/310.

Фотографии городских автобусов МАЗ третьего поколения
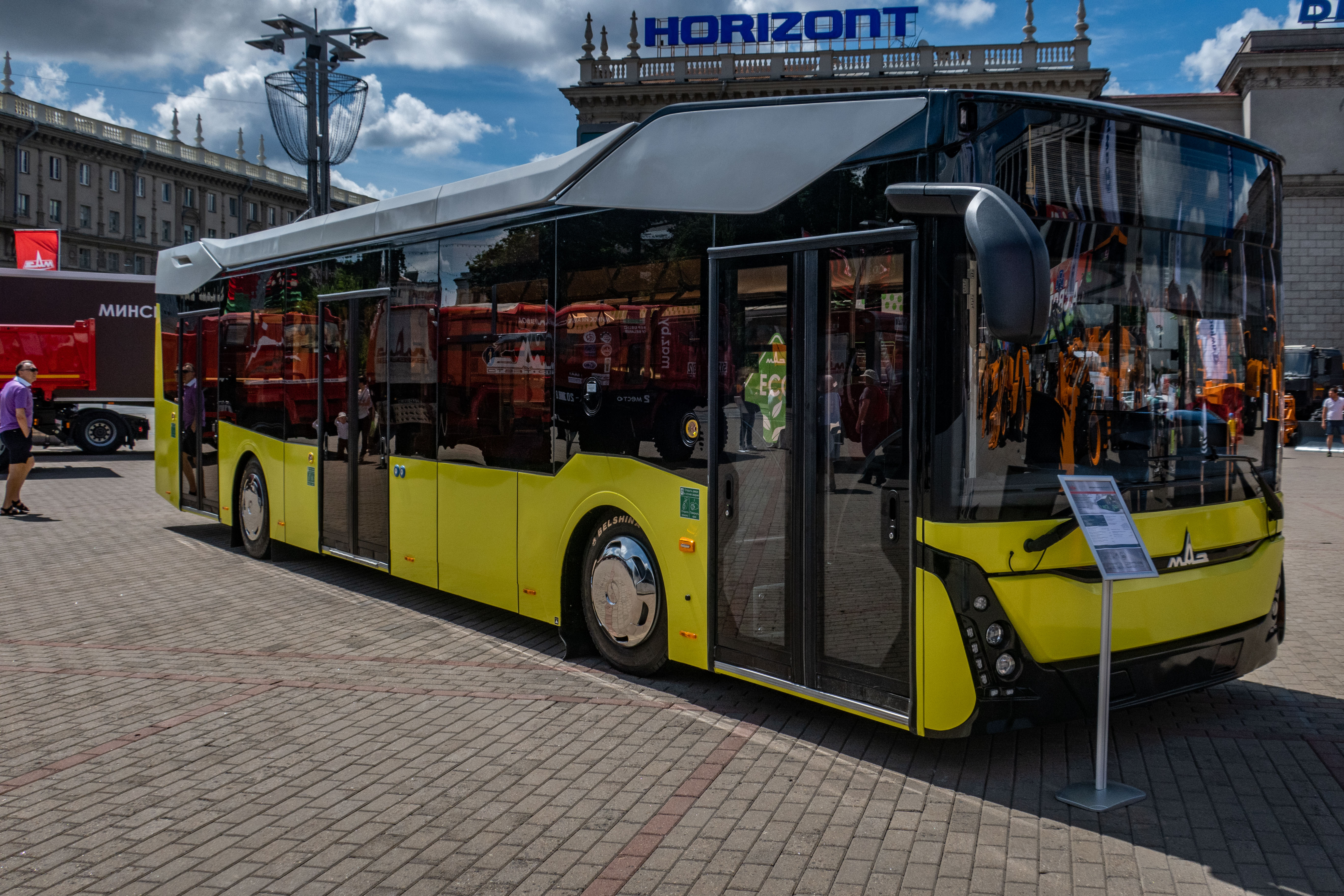
МАЗ-303
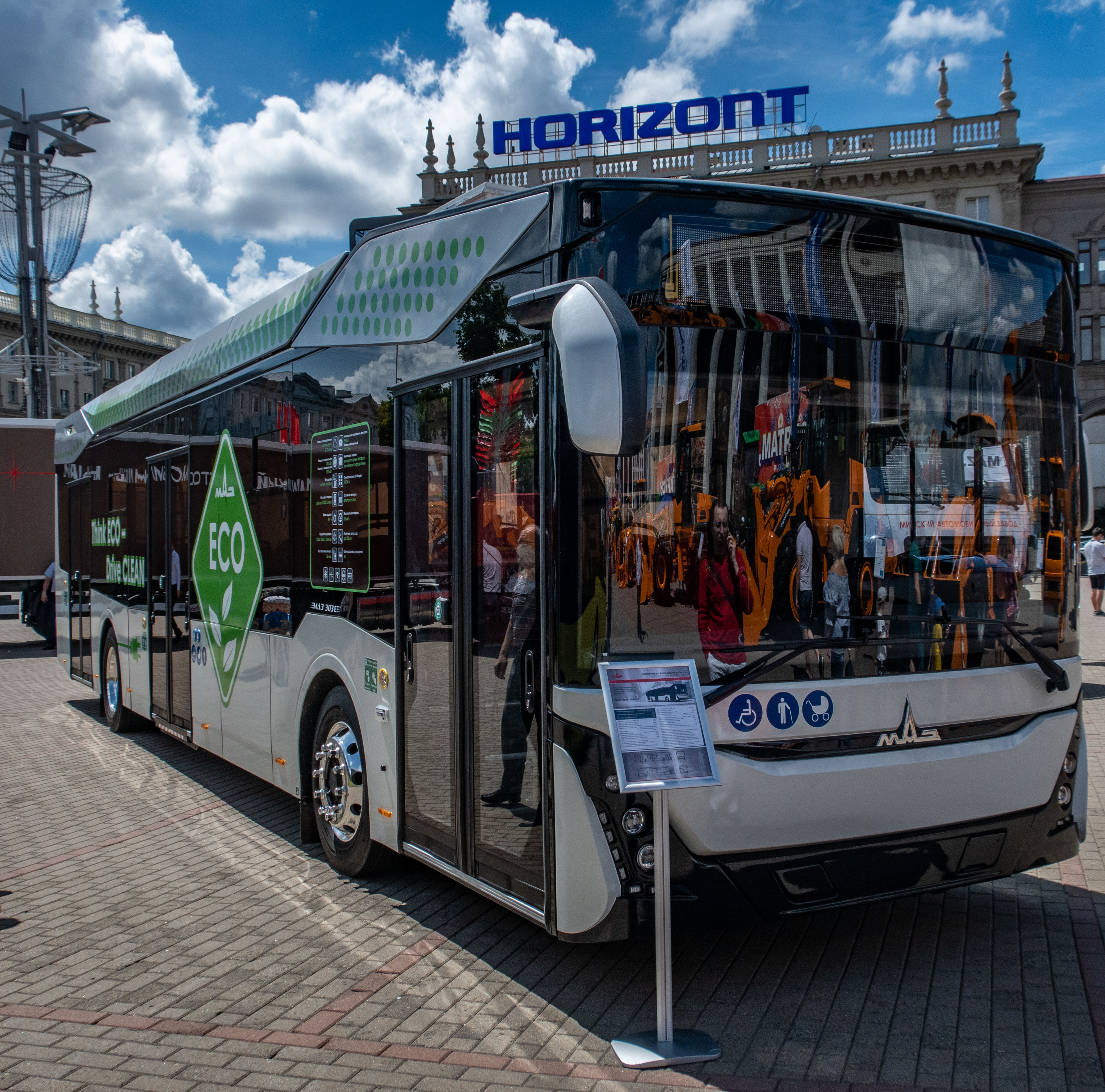
Электробус МАЗ-303.E10

## Пригородные автобусы
- МАЗ-226 — полунизкопольный пригородный автобус второго поколения, созданный на базе МАЗ-206 (вместо накопительной площадки посередине салона размещено 6 дополнительных сидений). Автобус был представлен в 2007 году.
- МАЗ-256 — автобус второго поколения, среднего класса. Вместимость — до 43 человек. Выпускался с 2005 по 2014 год. Заменён усовершенствованным МАЗ-257.
- МАЗ-257 — автобус второго поколения, среднего класса. В 2017 году была представлена модификация для перевозки детей, в 2019 году — пассажирская модификация МАЗ-257.030. С 2022 года производится в модификации .040 — оснащённой двигателем Weichai и механической коробкой передач Fast Gear.

Фотографии пригородных автобусов МАЗ
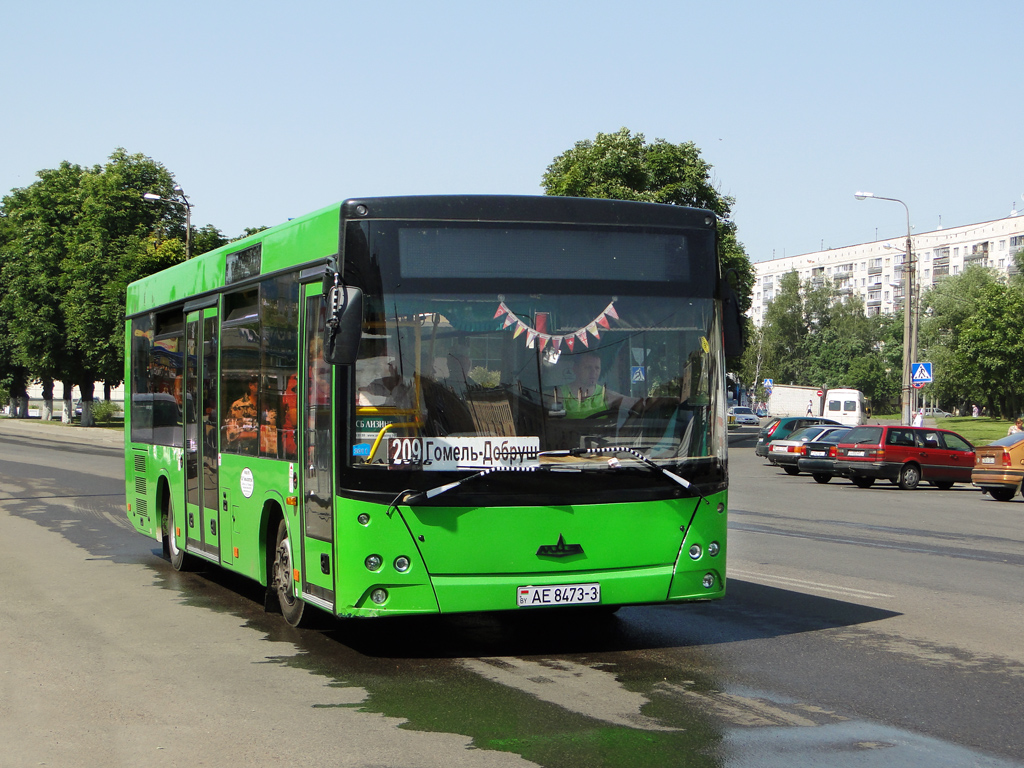
МАЗ-226 в Добруше
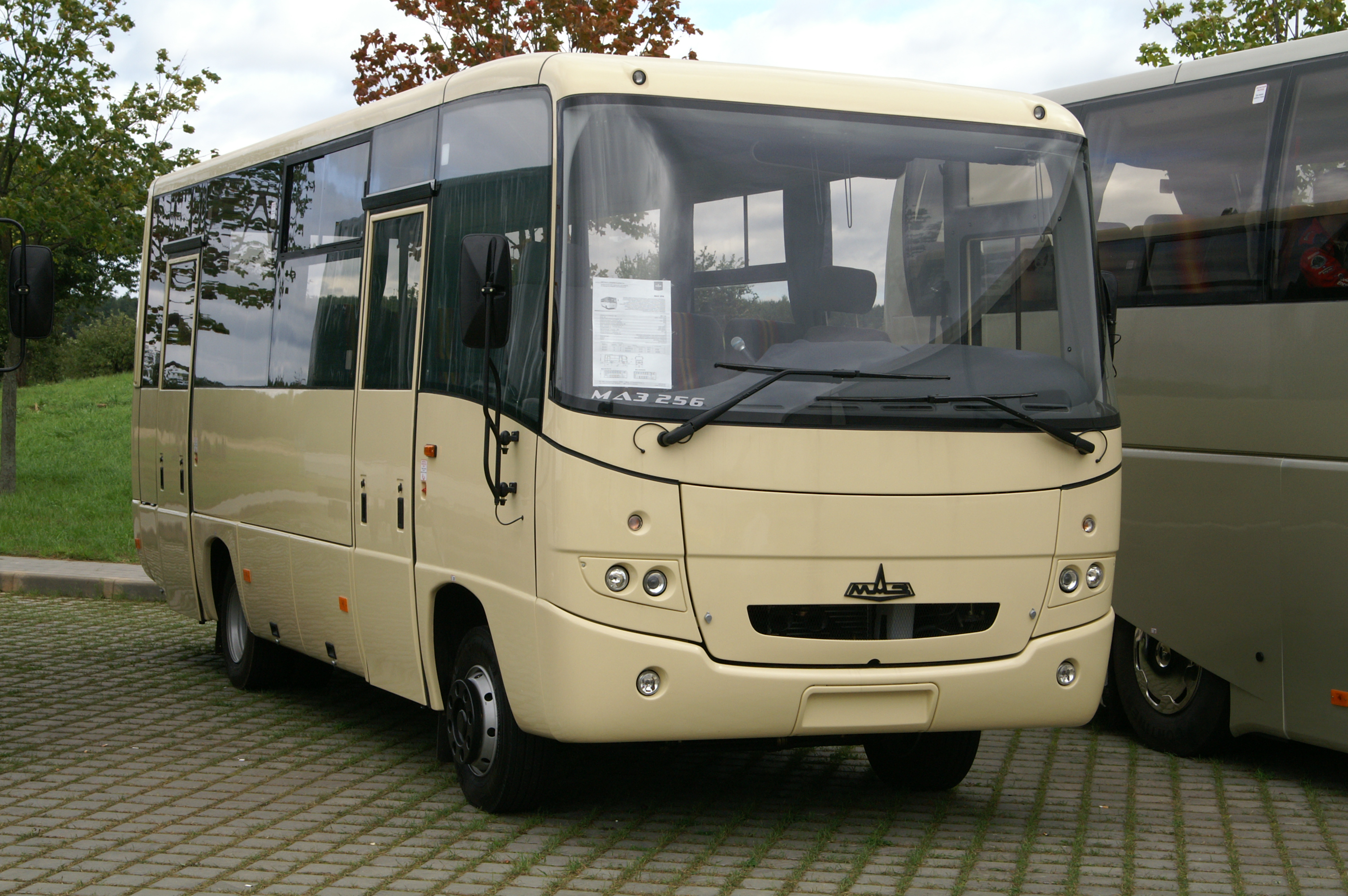
МАЗ-256
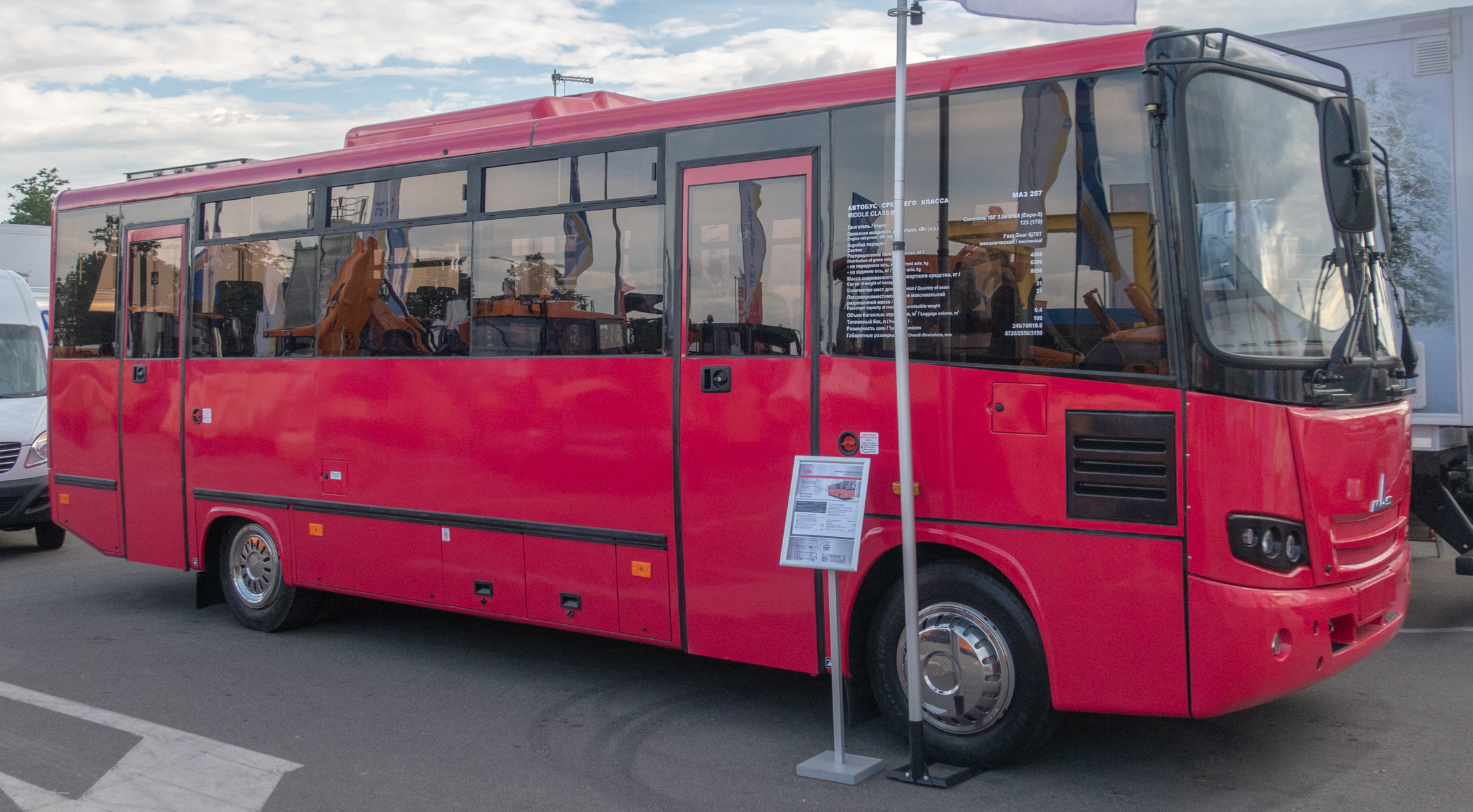
МАЗ-257 на выставке «Белагро-2019»

## Междугородные автобусы
- МАЗ-152 — в январе 1999 года представили первый междугородный автобус первого поколения длины 12 м. Вскоре на его базе создали более комфортабельную туристскую машину МАЗ-152А. В его просторном салоне, рассчитанном на 39 посадочных мест, имеются кондиционер, аудиокомплекс и видеосистема с двумя мониторами, мини-кухня с кофеваркой и грилем для сосисок, 85-литровый холодильник и туалет. Объём подпольного багажного отсека составляет 6м³. На автобус могут быть установлены моторы, соответствующие стандарту Евро-2 (ЯМЗ-7601 и Mercedes-Benz OM441 LA) и Евро-3 (MAN D2866 LOH28 и Mercedes-Benz OM501 LA). Максимальная скорость 120 км/ч. Снят с производства.
- МАЗ-231 / МАЗ 2311 — автобус второго поколения для пригородно-междугородных перевозок. Формула дверей 2х1, имеется модификация с формулой двери 1x1 и 1x2.
- МАЗ-232 — автобус второго поколения для пригородно-междугородных и туристических перевозок.
- МАЗ-241 — автобус для пригородно-междугородных перевозок малого класса второго поколения. Производился с 2013 по 2018 год.
- МАЗ-251 — автобус второго поколения, туристического класса. Производился с 2006 по 2022 год.
- МАЗ-350 — трёхосный, с подруливающей задней осью, автобус туристического класса. Длина — 15 метров. Пассажировместимость — до 65 человек. Оснащается силовой установкой Weichai и автоматической коробкой передач Fast Gear. Был представлен на выставке «Иннопром-2023» в Екатеринбурге.
- МАЗ 351 — перспективный двухосный, автобус туристического класса. Длина — 12,8 метра. Пассажировместимость — 53 человека.

Фотографии междугородных автобусов МАЗ
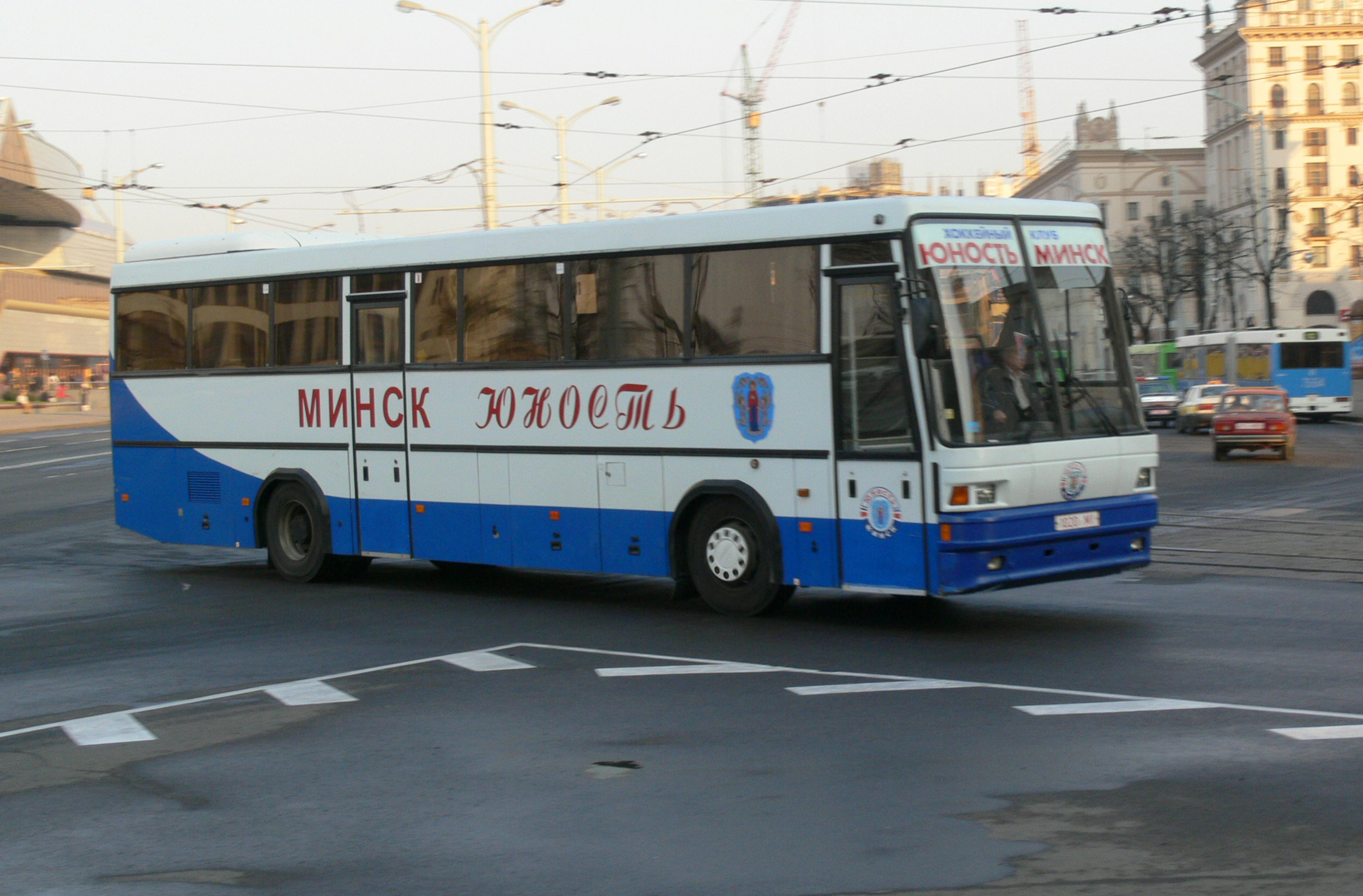
МАЗ-152, принадлежащий хоккейному клубу «Юность-Минск»
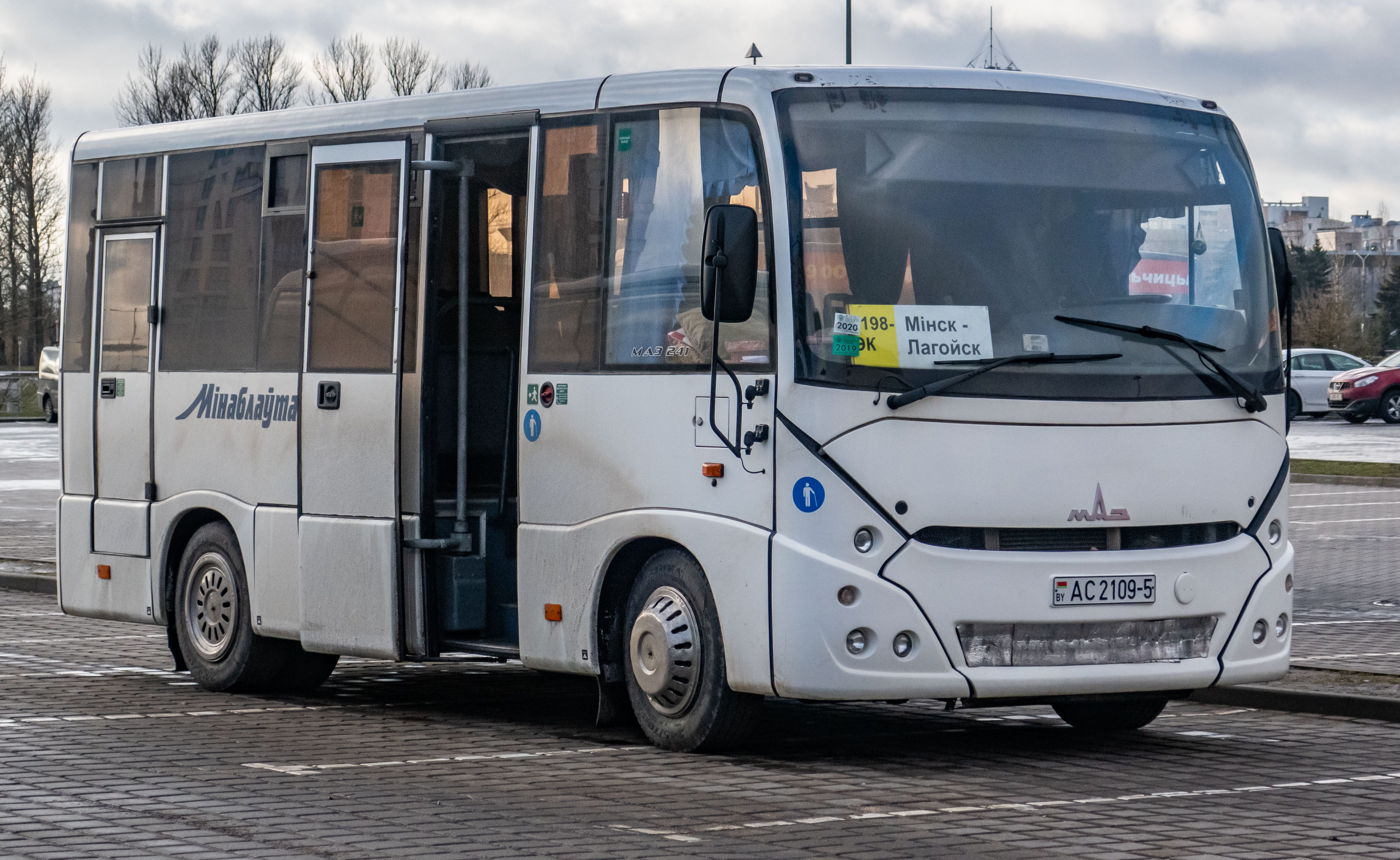
МАЗ-241 в Минске
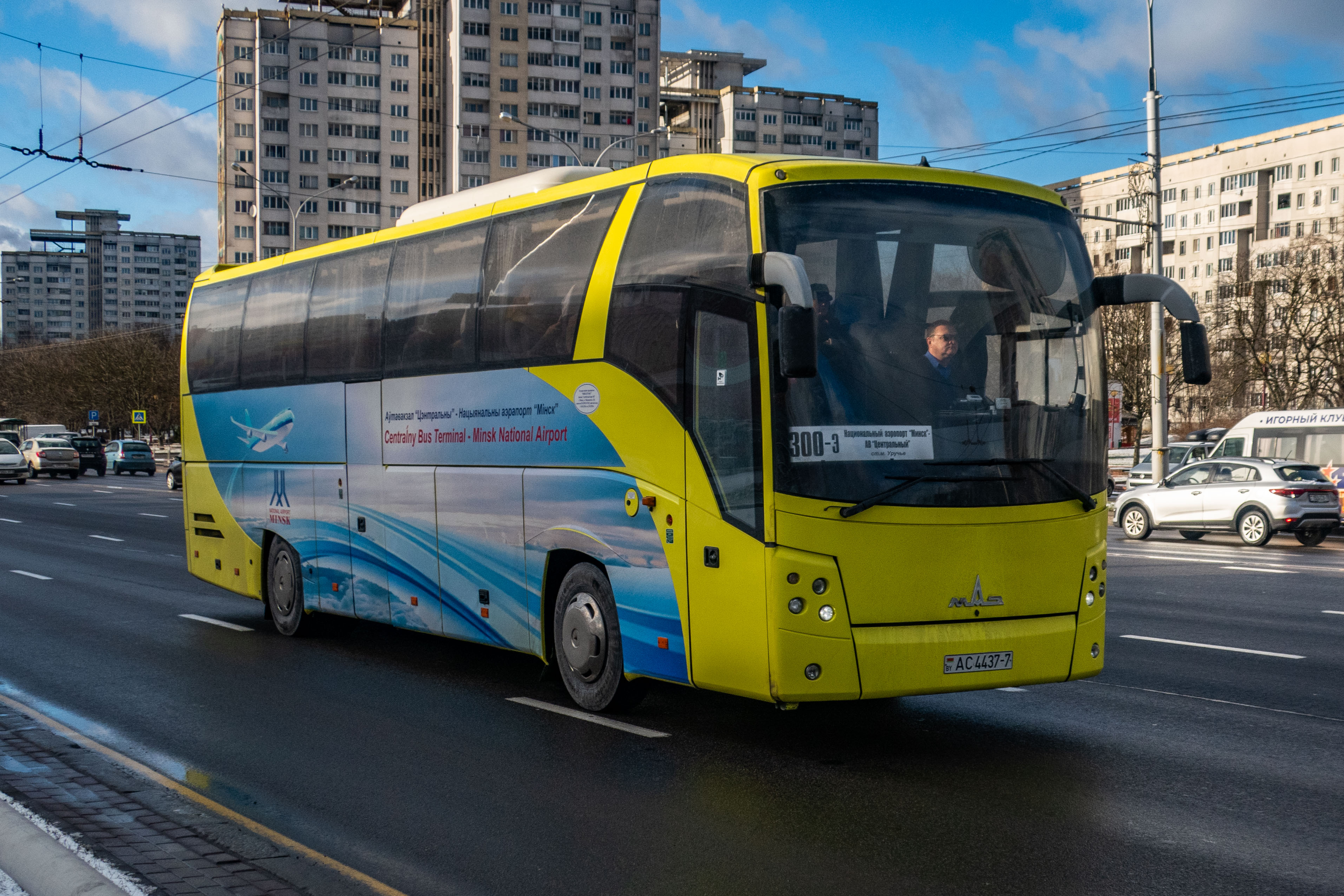
МАЗ-251 в Минске
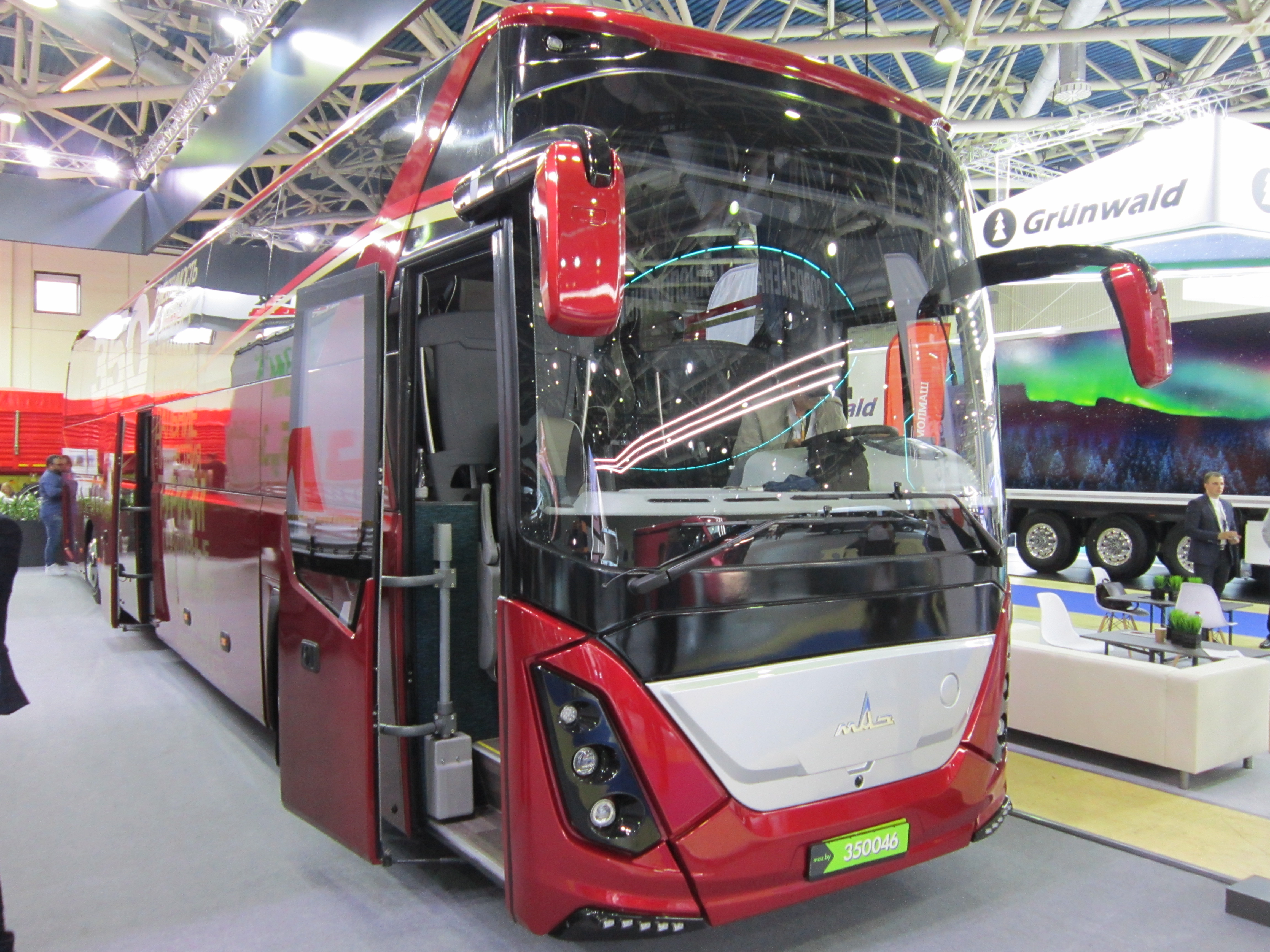
МАЗ-350 на выставке «КомТранс-2023»

## Перронные автобусы
- МАЗ-171 — низкопольный перронный автобус. Предназначен для перевозки пассажиров между самолётом и зданием аэровокзала. Производился с 2006 по 2021 год. Впоследствии заменён автобусом второго поколения — МАЗ-271.
- МАЗ-271 — второе поколение перронных автобусов МАЗ. Представлен в начале 2020 года[7].
  - МАЗ-271Е — перронный электробус, представлен в 2023 году[7].

Фотографии перронных автобусов МАЗ
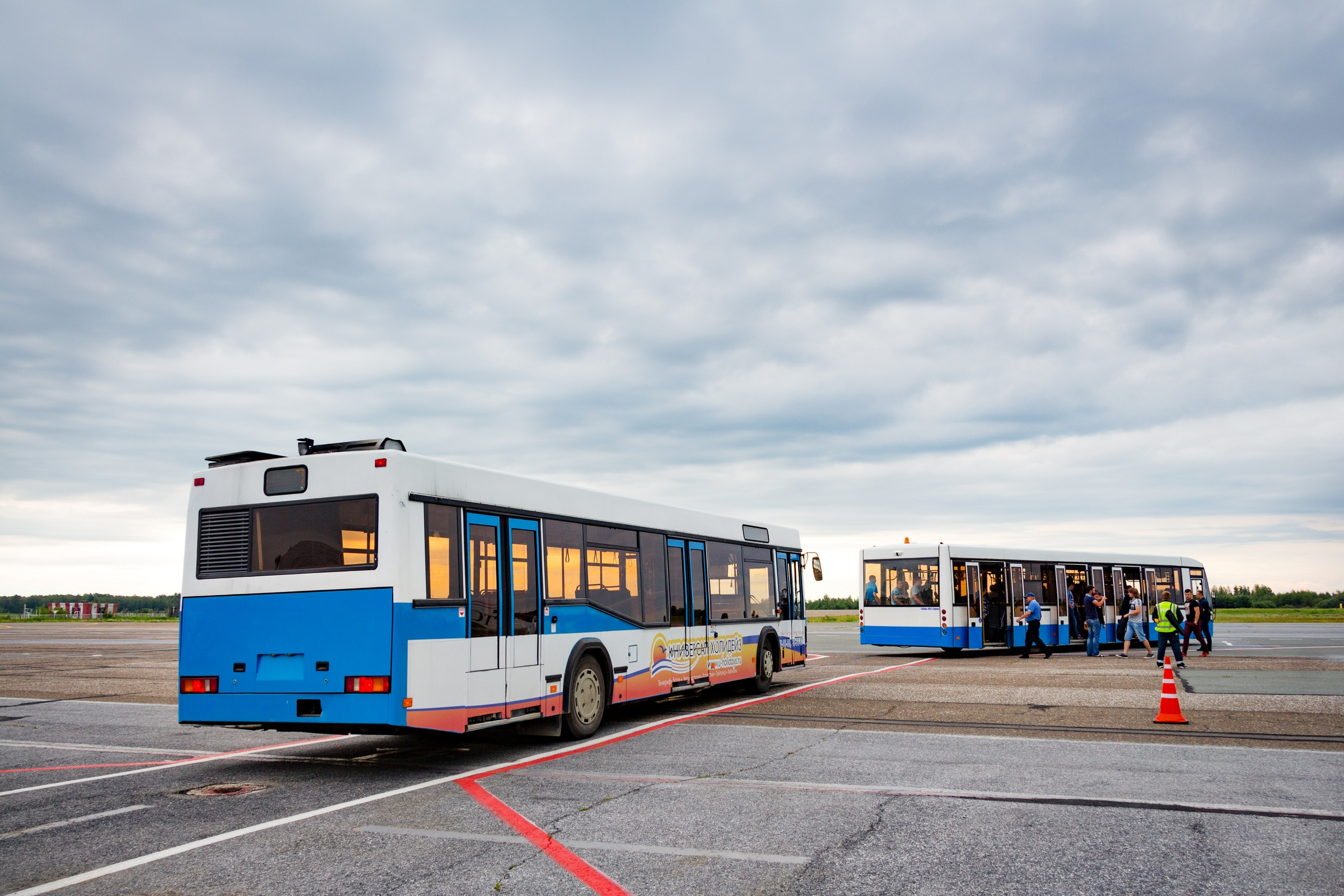
Перронные автобусы МАЗ-103  и МАЗ-171
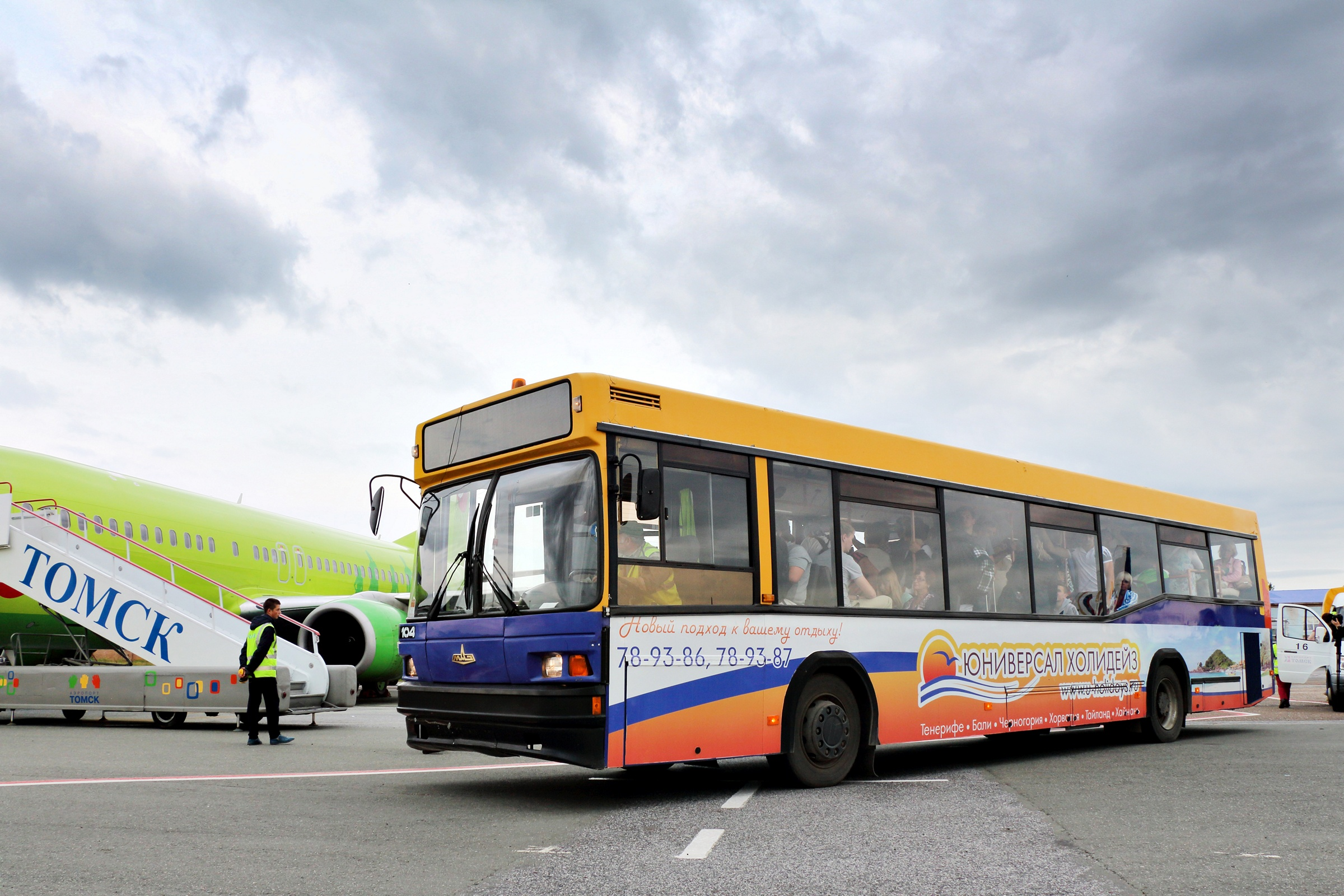
Перронный автобус МАЗ-104
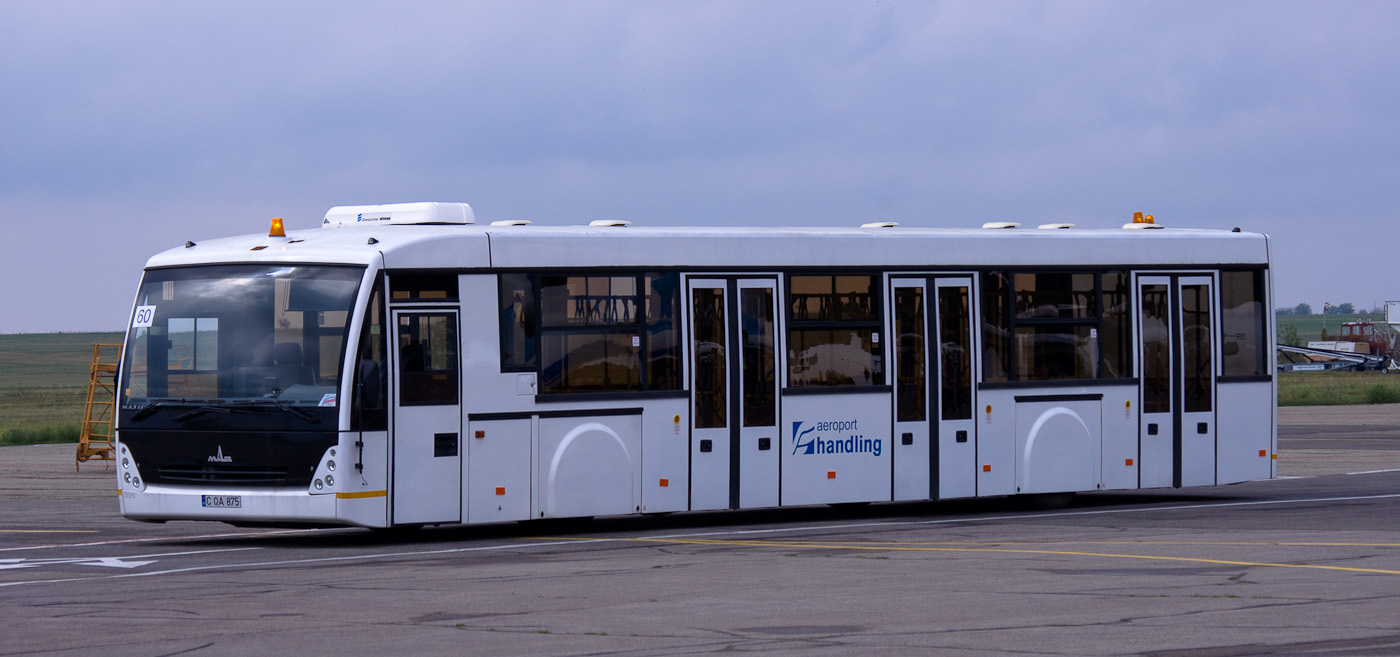
МАЗ-171

## Другое
- МАЗ-131, модификация 131.020, также известный как SUB-131 — модель автобуса, разработанная для стран Африки[8][9][10][11]. Автобус был разработан и представлен в 2016 году[12]. Зимой 2021-2022 годов 22 автобуса под брендом SUB поставлены в Того[13].
- МАЗ-163 — автобус-туалет, собранный на базе автобуса МАЗ-103. Выпускался в двух модификациях: МАЗ-163М и МАЗ-163Ж для мужчин и женщин соответственно.